# Велосипедная дорожка

Знак «Велосипедная дорожка»

Велосипе́дная доро́жка (велодоро́жка) — это или часть дороги общего пользования (велосипедная полоса), или самостоятельная дорога (дорожка), предназначенная преимущественно для безопасного движения велосипедов и СИМ.
Движение механических транспортных средств (включая мопеды) и гужевых повозок по велодорожке запрещено. Пешеходы могут двигаться по велодорожке только при отсутствии тротуаров, обочин, пешеходных дорожек и пешеходных зон.
В международной конвенции о дорожном движении велосипедная дорожка определяется следующим образом:
Термин "велосипедная дорожка" означает отдельную дорогу или часть дороги, предназначенную для велосипедистов и обозначенную соответствующим знаком. Велосипедная дорожка конструктивно отделяется от других дорог или от других элементов одной и той же дороги.
Если велосипедная дорожка является частью дороги общего пользования, она отделяется от проезжей части разделительной полосой, газоном, бордюром, боллардами или разметкой .
Велосипедные дорожки распространены во многих странах Европы. Причём велодорожки могут образовывать транспортную сеть не только в городе, но и по всей стране. На территории СНГ встречаются крайне редко и не образуют транспортной сети.

## Разновидности

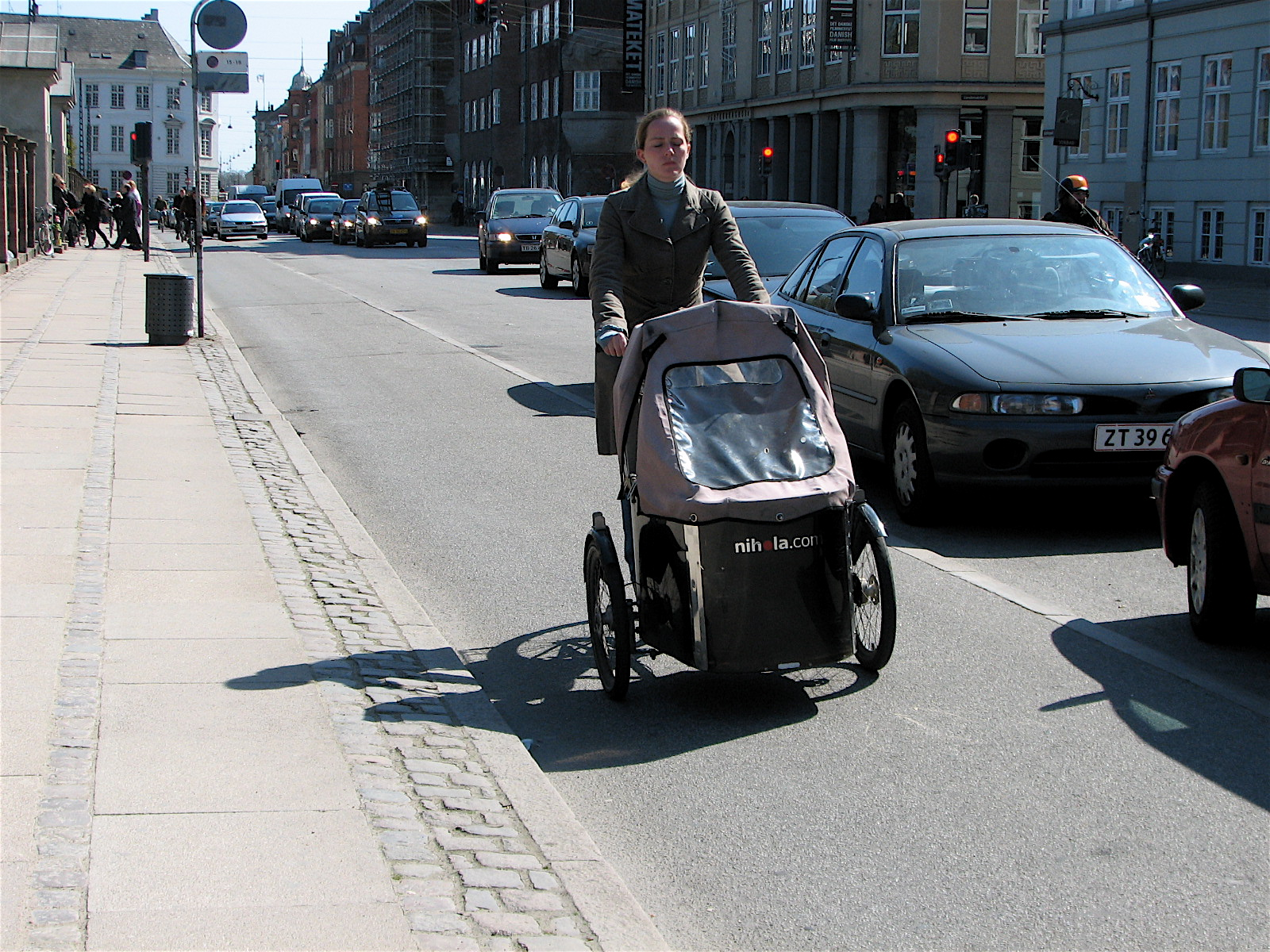
Велосипедная полоса с односторонним движением в Копенгагене

Велосипедная дорожка — очень широкое понятие. Это название охватывает различные типы велодорожек. Наиболее распространены следующие варианты:

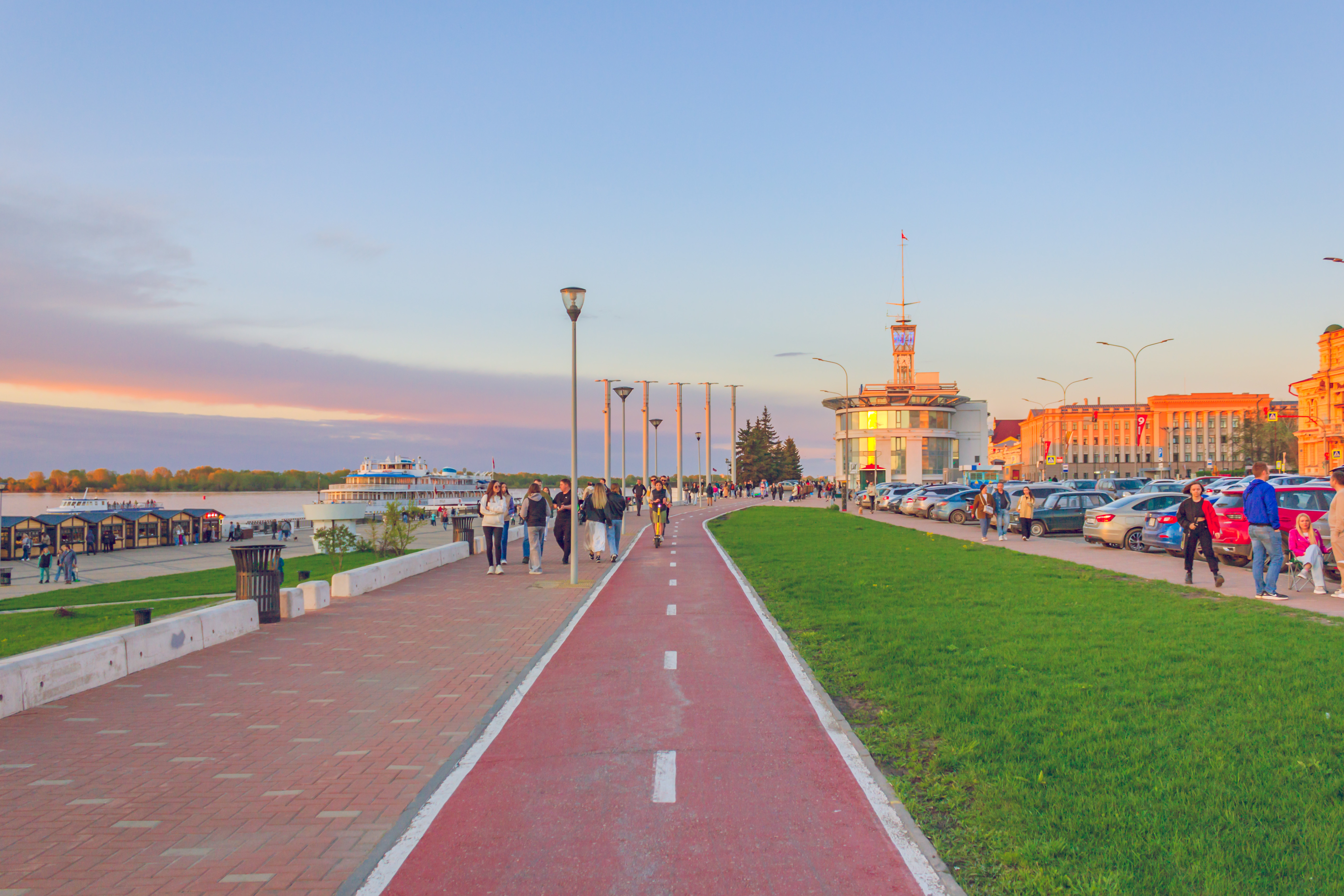
Двусторонняя велодорожка в Нижнем Новгороде на Нижне-Волжской набережной

- Двусторонняя велодорожка в Нижнем Новгороде на Нижне-Волжской набережнойВелодорожки с односторонним движением, расположенные по обеим сторонам проезжей части (cycle track) на городской улице. Такие велодорожки составляют основы велосетей в Голландии и Дании. В этих странах велодорожки, как правило, приподняты в уровне над проезжей частью. В США, в частности, в Нью-Йорке велодорожкой считается полоса для одностороннего движения велосипедистов и водителей СИМ, расположенная в уровне проезжей части, но отделённая от автомобильных полос парковочной полосой и буферной зоной.

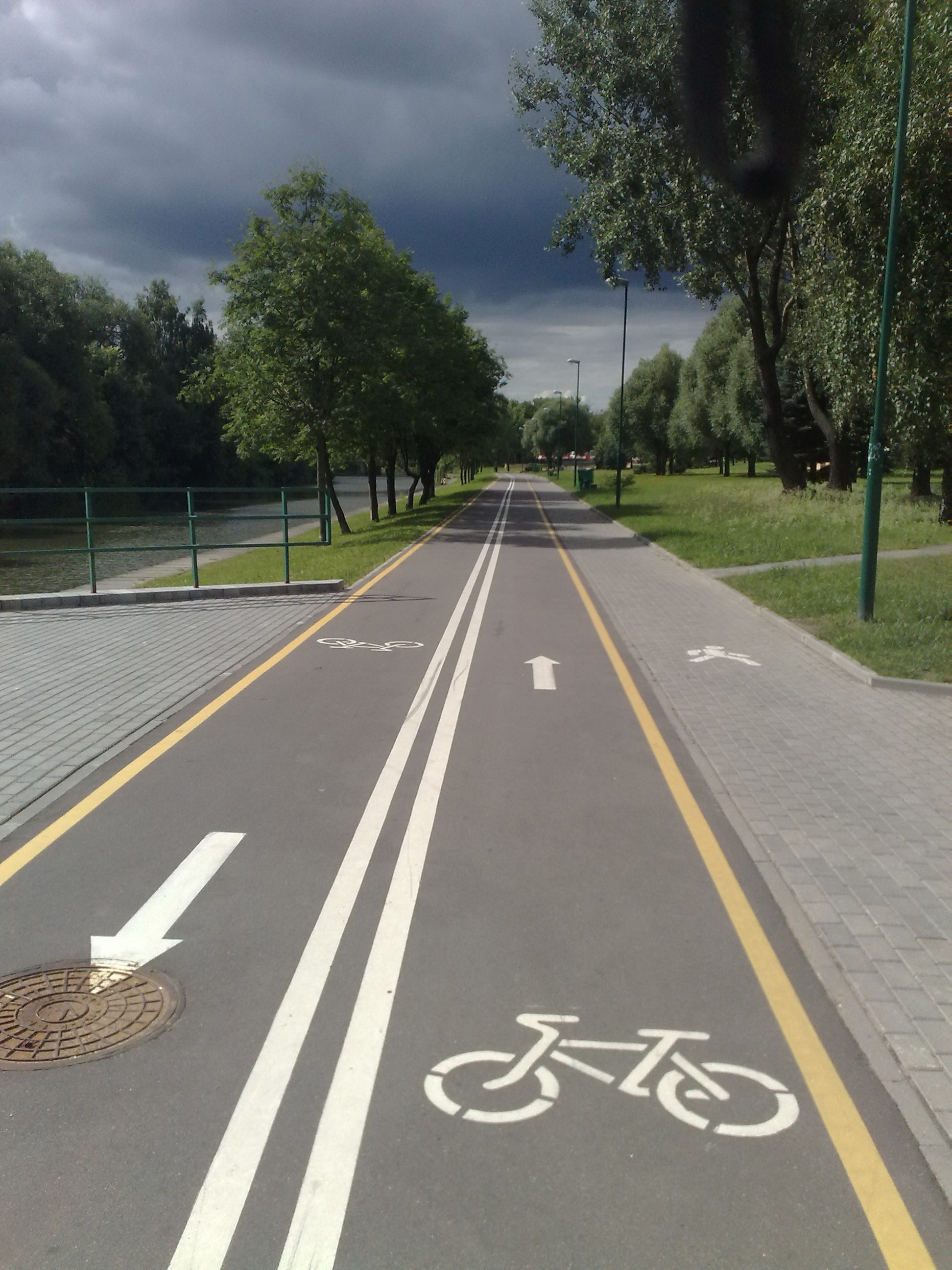
Велосипедная дорожка с двухсторонним движением в Минске

- Велодорожка с двусторонним движением, проходящая вдоль улицы или дороги (two way cycle path). В крупных городах такие велодорожки встречаются нечасто, они более обычны в пригородах, в небольших посёлках и на загородных трассах. К такой велодорожке обычно примыкает тротуар или же она сама служит для прохода пешеходов. Такие велодорожки, как правило, делают:
  - если дорога имеет много примыканий второстепенных улиц с одной стороны. Велодорожку тогда можно проложить с другой стороны, чтобы велосипедистам и водителям СИМ не надо было часто пересекать второстепенные дороги. Типичный пример такой ситуации — набережные рек в черте города;
  - на улицах, где точки интереса расположены преимущественно с одной стороны. Здесь разумнее расположить велодорожку именно с этой, представляющей интерес, стороны, чтобы велосипедистам и водителям СИМ не приходилось пересекать дорогу у каждого пункта назначения;
  - на улицах с односторонним движением, где нужно организовать движение на велосипедах в обоих направлениях. Здесь вроде всё понятно. Альтернатива велодорожке с двухсторонним движением — отдельные велодорожки по обе стороны улицы, но проблема в том, что водители, выезжающие со дворов и второстепенных проездов на улицу с односторонним движением, не ожидают встретить велосипедистов, движущихся навстречу потоку.
- Изолированная велодорожка (cycle path, solitary cycle track) — самостоятельная, не привязанная к автодороге, велосипедная дорожка с двухсторонним движением. Это уже полноценная велодорога, она может даже иметь свой тротуар. Если тротуара нет, что обычно бывает в местах с небольшим пешеходным и велосипедным трафиком, пешеходы имеют право идти по велосипедным полосам.
- Совмещённые велопешеходные дорожки — это дорожки, по которым разрешено движение и пешеходам, и водителям СИМ. Формально их дорожки нельзя относить к велосипедным. В англоязычной литературе велодорожками считаются только обособленные пути. В России же подготавливаются изменения к правилам дорожного движения и ГОСТам[3], в случае принятия которых появится новый тип дорожной инфраструктуры — (совмещённая) «пешеходная и велосипедная дорожка» и «пешеходная и велосипедная дорожка с разделением движения». Подобные «велодорожки» имеются в Швеции и Финляндии. Как правило, такие дорожки создают за счёт тротуаров на улицах, ширина которых или незначительный объём велосипедно-пешеходного трафика не позволяют выделить полноценные велодорожки.

## Исторические факты

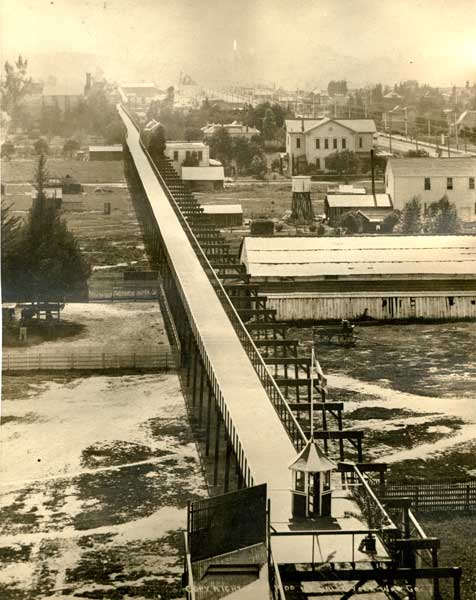
Въезд на веломагистраль в Пасадене

В Голландии велосипеды появились в 1870 г. и быстро стали основным видом транспорта. К 1920 году их доля в транспортном потоке составила 75 %. Конфликты велосипедистов с другими участниками дорожного движения — всадниками и пешеходами, в доавтомобильную эпоху тоже были обычным делом. Поэтому уже сто лет назад звучали предложения разделить дорожное пространство на обособленные секции для разных видов транспорта и пешеходов.
Первые знаки для дорожки были текстовыми. Например, с 1883 года в Англии ставили таблички To cyclists: This hill is dangerous  Велосипедистам: Этот спуск опасен.
На заре прошлого века велосипед был очень модным и популярным развлечением в США. 1 января 1900 года в Калифорнии была открыта первая часть платной прогулочной веломагистрали Пасадена — Лос-Анджелес. По проекту велодорожка должна была протянуться на 10 км и соединить Пасадену, тогда ещё пригород Лос-Анджелеса, с городским районом Хайлэнд Парк. Открытая в 1900 году часть имела в длину 2 км, была вымощена сосновыми плитками, и освещалась в тёмное время суток. Проезд по дорожке стоил 10 центов в один конец, 15 — туда и обратно. Из-за падения популярности велосипеда владельцы веломагистрали отказались от дальнейшего строительства, а через несколько лет разобрали и уже построенную часть.
Появление и начало массового производства автомобилей в конце XIX — начале XX века быстро изменило соотношение сил на дороге. В Германии в 1920—1930 годы автопромышленное лобби пыталось изгнать велосипедистов с дорог. Причём тогда никто не называл дороги автомобильными. Это были просто дороги и просто улицы. В те же годы в Англии сторонники велосипедного движения пытались сделать то же самое с автомобилями — запретить им ездить по обычным дорогам и улицам, изгнать их в резервации — на специальные автомобильные дороги, которые, правда, ещё нужно было построить. Пока автомобилей было немного, это казалось вполне возможным. Но и на континенте, и в Англии довольно быстро победили автомобилисты. С весьма простой и демократической идеей — с идеей свободного пользования общественными дорогами.
Велодорожки, проходящие вдоль проезжих частей улиц, в Англии планировали строить ещё в 1920-х годах. Но английский клуб велотуризма тогда выступил против этого, опасаясь, что велосипедистам придётся платить дополнительный налог в счёт постройки велодорожек, и в итоге до 1970-х годов велодорожки в Англии почти не строили.
История появления велопешеходных дорожек восходит к послевоенной Швеции. Исследовательская группа SCAFT из Технического университета Чалмерса разработала руководство по городскому планированию, которое оказало значительное влияние, как минимум, на североевропейские страны. Данный документ предлагал отделить моторизованное движение от немоторизованного везде, где это возможно. Пешеходы и велосипедисты при этом считались гомогенной группой, и дорожки для них предлагалось строить по одинаковым принципам, или даже совмещать их на одних и тех же дорожках. Поэтому сейчас больше всего совмещённых пешеходно-велосипедных тротуаров можно наблюдать именно в Швеции и Финляндии. Под влиянием этого руководства была построена обширная велосипедная сеть в Хельсинки.
В Германии к концу 1960 — началу 70-х число велосипедистов значительно сократилось, и велодорожки «за ненадобностью» стали застраиваться автомобильными парковками. К этому времени автомобиль стал основным средством транспорта в европейских странах. Даже в такой велосипедной стране, как Голландия, строительство велодорожек практически прекратилось.
Начало велосипедного возрождения в европейских странах связывают с ухудшением экологической обстановки из-за автомобилей и нефтяным кризисом 1973 года. В Голландии к этому также прибавилось большое количество жертв среди детей и велосипедистов, погибших из-за автомобилей. В результате уже в 1978 г. в плане транспортного развития Амстердама приоритет был возвращён велосипеду и велосипедной инфраструктуре.
В 2014 году в Нидерландах открылась первая в мире велодорожка, сделанная из солнечных батарей.

## Велодорожки (и велотрассы) в России

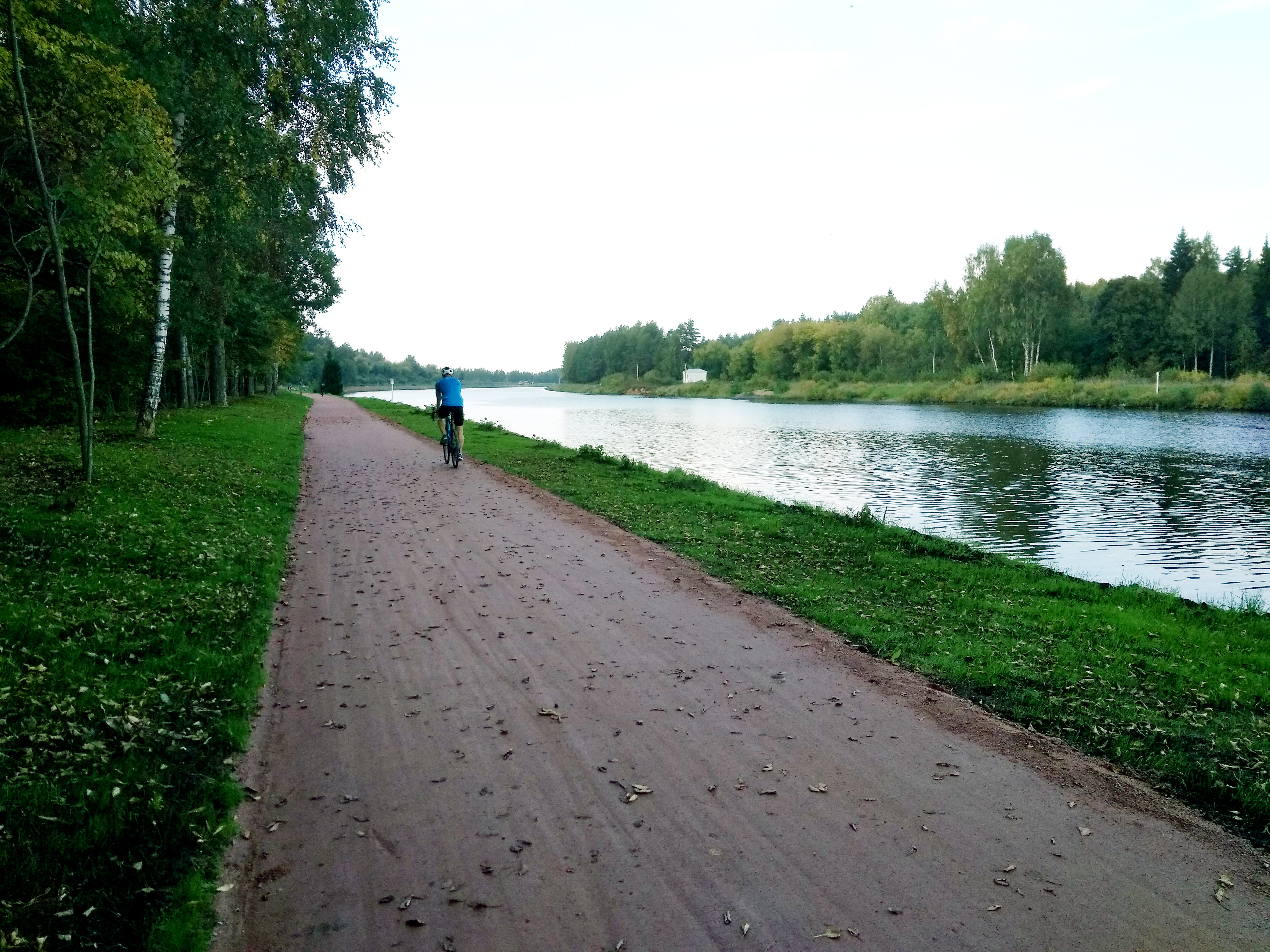
Велотрасса «Вело1» Москва–Петербург севернее города Дмитров Московской области (пилотный фрагмент трассы, день открытия)

- «ВЕЛО1» — планируемый первый национальный веломаршрут между Москвой и Санкт-Петербургом. Первый участок открыт 12 сентября 2021 г.
- Альметьевск — более 200 км велодорожек, продублированы почти все улицы города.
- Анапа — полоса для велосипедистов и инвалидов на проезжей части Пионерского проспекта.
- Балашиха — велодорожки выделены дорожной разметкой на тротуарах[4].
- Белгород — велодорожка Белгород — Строитель — Яковлево — Мемориал Курская дуга, всего около 30 км.
- Великий Новгород — велодорожка вдоль прибрежной стороны Колмовской набережной, велодорожка вдоль западной стороны улицы Магистральная, велодорожка, совмещённая с тротуаром, длиной около 90 м на северной стороне проспекта Александра Корсунова от перекрёстка с улицей Кочетова в сторону деревни Григорово, велосипедная полоса шириной 1 метр вдоль пешеходной дорожки на аллее между основной проезжей частью и «карманом» проспекта Мира.
- Волгоград — велодорожка на Набережной. Длина 2 км.
- Дзержинск — велодорожка вдоль Северного шоссе от Северных ворот до выезда на автодорогу М7.
- Дубна — официальная велодорожка вдоль ул. Молодёжной, несколько в виде части тротуара по ул. Энтузиастов и Калининградской, строящаяся внутригородская трасса «Дубненская кругосветка» (протяжённость более 11 км, первый из этапов открыт для использования в конце лета 2024 г.)[5].
- Екатеринбург — ~6,5 км велодорожек (обозначенных соответствующими знаками) в одностороннем исчислении (учитывая, что все двухсторонние — 13 км). Все находятся в новом (продолжающем строиться) районе Академический на юго-западной окраине города. А именно: улицы Краснолесья и де Генина (~2,5 км в одностороннем исчислении каждая), улицы Академика Сахарова и Павла Шаманова (чуть менее километра каждая). Покрытие дорожек — асфальт. Цветом не выделены, только разметкой. Совмещены с пешеходными дорожками. На перекрёстках — светофоры с сигналами для велосипедистов.
- Иваново — велодорожки вдоль некоторых улиц, в частности, по Лежневскому шоссе до Кукарина.
- Ижевск — велодорожка на набережной Ижевского пруда[6]
- Йошкар-Ола — велодорожка в Центральном парке культуры и отдыха и на Аллее здоровья
- Калининград — велодорожка в парке у Верхнего озера.
- Кемерово — велодорожка в Комсомольском парке, а также в виде части тротуара, переходящая в велодорожку на проспектах: Ленина, Октябрьском и Ленинградском.
- Ковров — кольцевая велодорожка по улицам Строителей, Комсомольской, Чкалова, Маяковского, Грибоедова и Зои Космодемьянской. Протяжённость - 6,8 км.
- Краснодар — велодорожка на улице Постовой в виде части тротуара, переходящая в велодорожку на набережной реки Кубань. Велодорожка, совмещённая с тротуаром вдоль ул. 1-я Трудовая — Ейское шоссе.
- Кстово — велодорожка от дома № 11 по Школьной улице до стадиона «Нефтехимик», пролегающая по улице Талалушкина, бульвару Мира и бульвару Нефтепереработчиков[7].

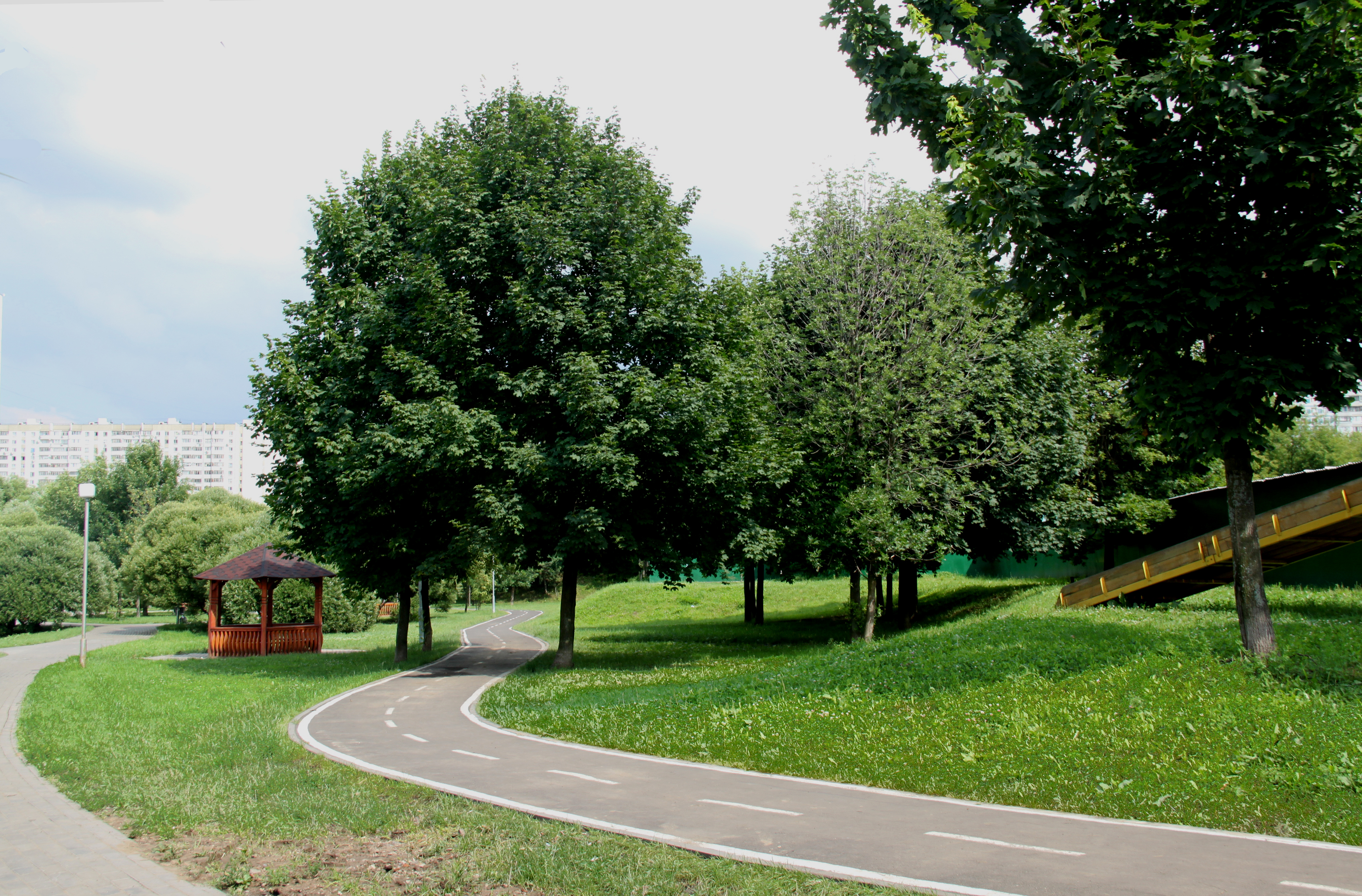
Велодорожка вдоль реки Городня в районе Зябликово города Москвы

- Москва — первая официальная велодорожка в Москве (и первая в России) была организована в 1879 году на аллее Санкт-Петербургского шоссе. В современный период велоинфраструктура Москвы почти не развивалась, и к 2010 году в городе было всего 9 км велодорожек[8]. Ситуация изменилась при мэре Сергее Собянине, когда было решено сделать велосипед полноценным средством передвижения в городе[9][10]. В 2012 году первая собянинская велодорожка была проложена по Фрунзенской набережной и Лужнецкому проезду. Первая велополоса протянулась по Бульварному кольцу в 2013 году, первая выделенная, обособленная с помощью бордюра, велодорожка — на Неглинной в 2015[11][12]. На 2020 год в Москве было 230 км велодорожек, в том числе 120 км в парках и скверах[13]. Зимой велодорожки в Москве используются как пешеходная зона[14].
  - В 2013 году была открыта самая длинная велодорожка — от Музеона до Парка Победы, 16 километров[15].
  - В 2014 году велодорожка появилась на Пятницкой улице[16].
  - 4 июля 2015 года департаментом транспорта Москвы в рамках проекта «Моя улица» была открыта первая выделенная велосипедная полоса на Бульварном кольце, от Никитского до Чистопрудного бульвара, общей протяжённостью около 9 км[17].
  - велодорожка на Воробьёвых горах (у станции метро Воробьёвы горы).
  - велотрек на Крылатских Холмах.
  - велодорожка в парке Покровское-Глебово.
  - велодорожка на дублёре Проспекта Вернадского (между станциями метро Университет и Проспект Вернадского)[18].
  - велодорожка на Лужнецкой набережной.
  - велодорожка в парке Битцевский лес.
  - велодорожка в заказнике Долина реки Сетунь.
  - велодорожка в парке Покровское-Стрешнево.

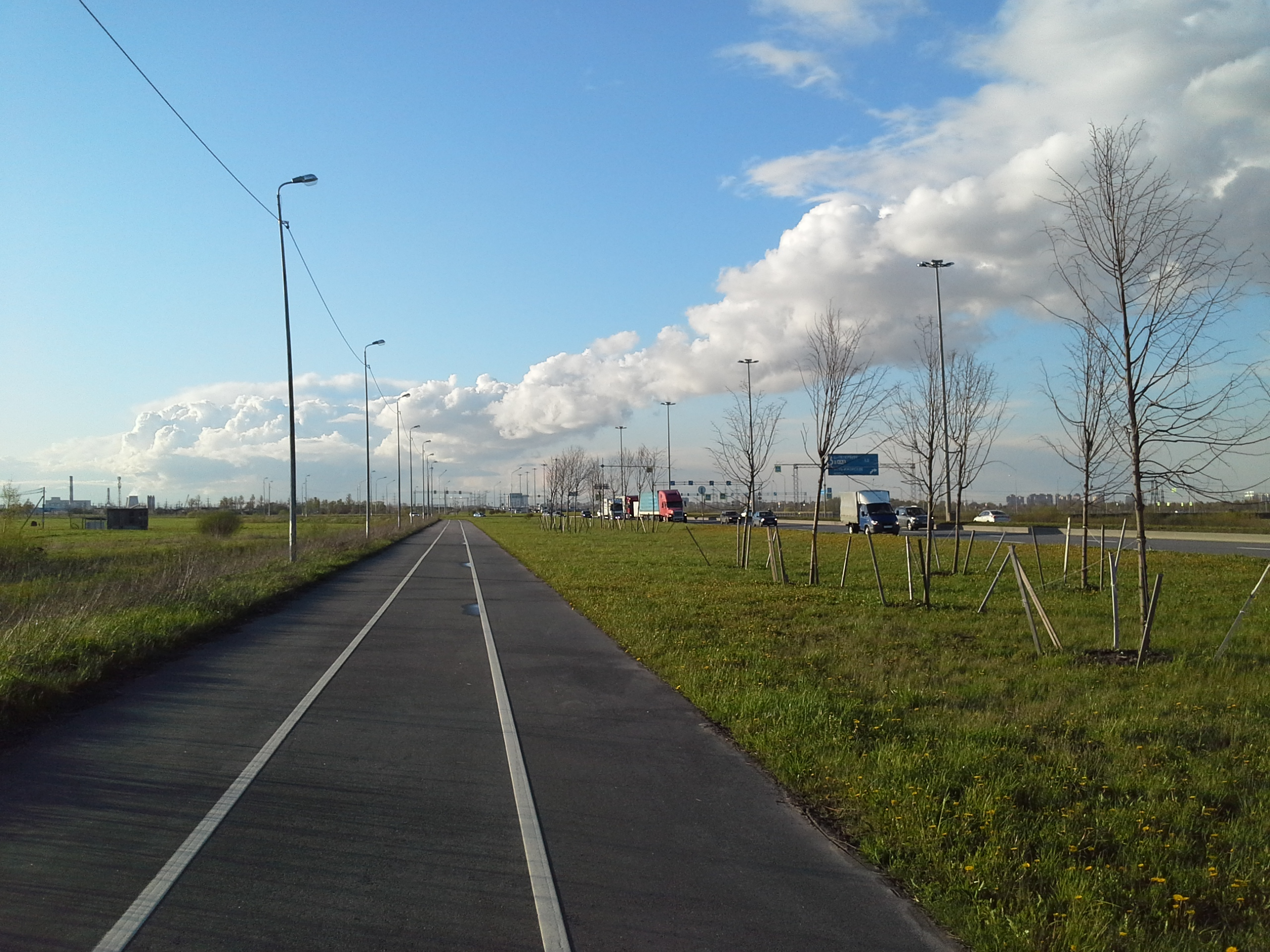
Колпинская велодорожка — самая длинная в Петербурге (11 километров)

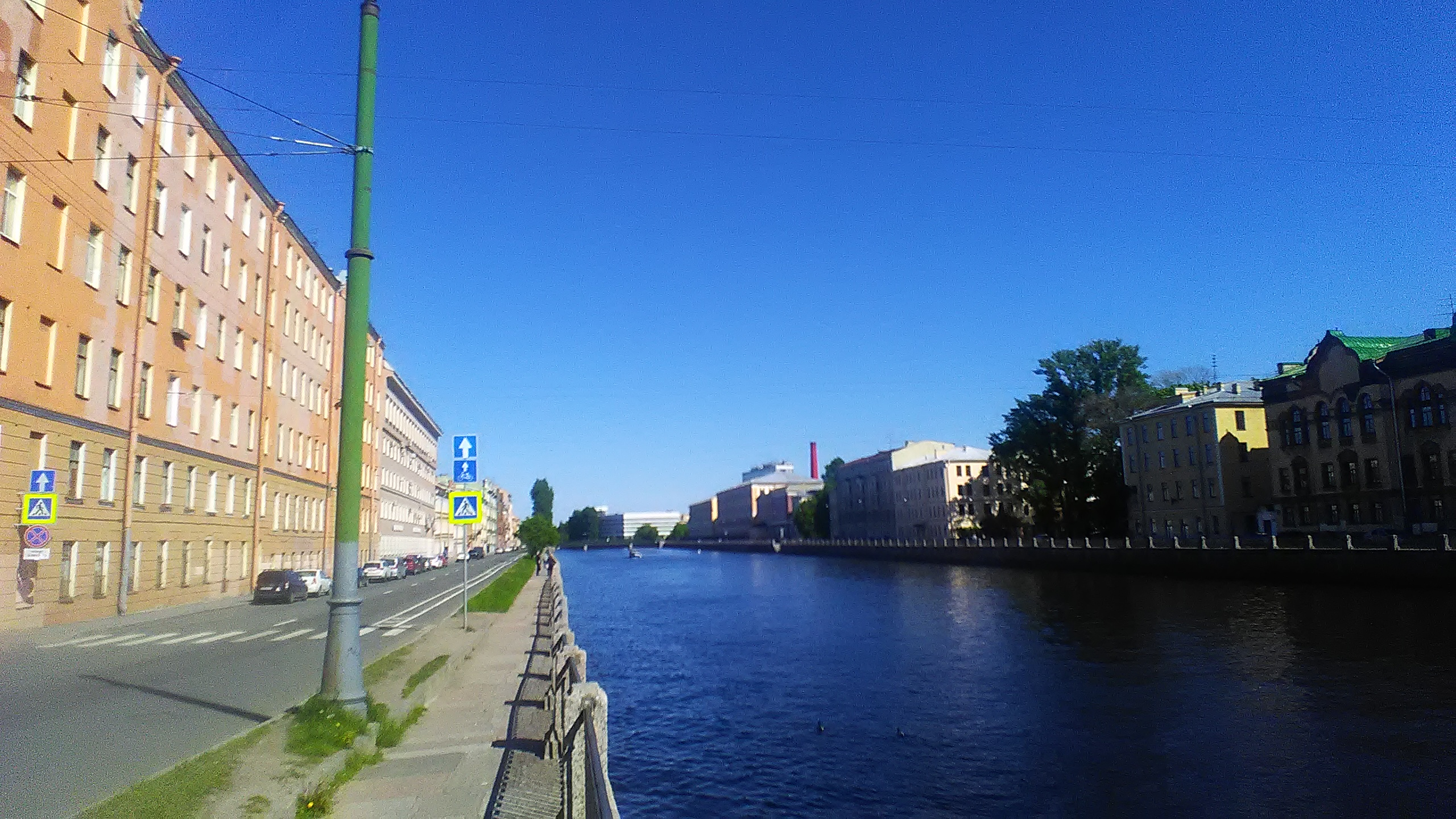
Почти вся набережная реки Фонтанки (7,6 км) с обеих сторон — велотрасса с 2017 года

  - велодорожка на территории лесопарка Кусково.
  - велодорожка в парке Кузьминки-Люблино.
  - велодорожка в заказнике Тёплый стан.
  - велодорожка на территории национального парка Лосиный остров[19]
    - «Суперпарк Яуза»: 20 км.

  - велодорожка Капотня-Марьино (через Марьинский парк).
  - велодорожка в парке Южный[20].
- Нальчик — велодорожка в городском парке по Липовой аллее[21].

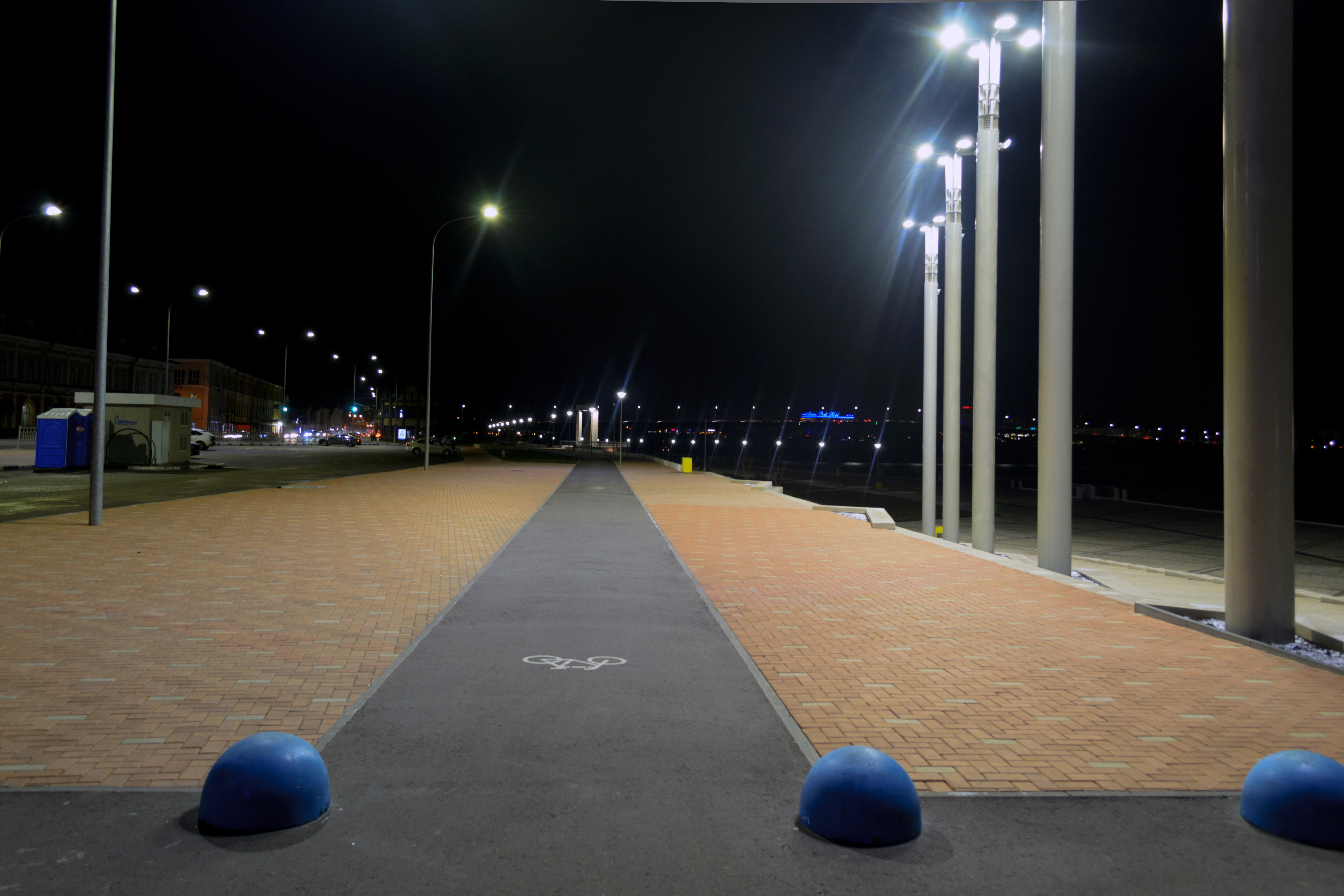
Велосипедная дорожка на Нижне-Волжской набережной в Нижнем Новгороде

- Нижний Новгород — первая велодорожка была построена при первом этапе реконструкции Нижне-Волжской набережной от пересечения набережной с Георгиевским съездом до Рыбного переулка.
  - велодорожка вдоль Нижне-Волжской набережной от Георгиевского съезда (паромная переправа на Бор) до Канавинского моста.
  - велодорожка вдоль северного берега Мещерского озера.
  - велодорожка по Бетонному мосту через Мещерское озеро.
  - велодорожка по Мещерскому бульвару.
  - велодорожка на улице Пролетарской.
  - велодорожка вдоль Волжской набережной на Стрелке.
- Новосибирск — велосипедные дорожки в Академгородке.
- Озёрск (Челябинск-40, Челябинская область) — велодорожка, размеченная вдоль набережной на улице Гайдара. Имеет экспериментальное значение.
- Пермь — велодорожки, размеченные на тротуаре и велополосы на проезжей части на улице Ленина. ~12,3 км в одностороннем исчислении, все они двусторонние, а именно ул. Ленина с одноквартальными ответвлениями по ул. Куйбышева и ул. Хохрякова, ул. Белинского — Южная дамба, пр. Парковый, ул Крупской, ул Уинского. Планируется создание велодорожек на ул. Героев Хасана и ул. Маршала Рыбалко.
- Петрозаводск — велодорожка, совмещённая с тротуаром, вдоль Онежской набережной; велопешеходные аллеи Зелёная Тропа и Тропа Ивана-Царевича. Велодорожка в ЖК «Скандинавия», ЖК «Каскад». Велодорожка вдоль лыжной трассы «Фонтаны».
- Псков — велодорожка, совмещённая с тротуаром, длиной около 500 м на улице Рокоссовского, велодорожка длиной 600 м в парке реки Псковы, велодорожка совмещённая с тротуаром, длиной около 1200 м на набережной реки Великой, велодорожка совмещённая с тротуаром, длиной 350 метров на улице Ленина, сеть велодорожек в Финском парке длиной около 1000 метров.
- Ростов-на-Дону — в 2010 году обустроена пилотная велодорожка, которая связала студенческое общежитие на проспекте Нагибина, Донскую публичную библиотеку на улице Пушкинской, Ростовский государственный строительный университет на улице Социалистической и медуниверситет на переулке Крепостном[22]. Также есть дорожки на Коммунистическом, Космонавтов, Гребном, в парке Авиаторов.
- Рязань
  - Лыбедский бульвар — сеть велодорожек, проходящая по одному из центральных бульваров города, была предложена гражданской общественной организацией «Рязанское областное велодвижение». В 2012 году началось строительство сети, берущей своё начало от Центрального спортивного комплекса до Приокского лесопарка. Отличительной особенностью данного проекта является его полная общественная реализация — от концепции проекта до непосредственно строительства.
  - Приокский лесопарк — Администрация Рязани планирует построить велодорожную сеть, общей протяжённостью в 2,7 километра, проходящей исключительно по лесной и луговой территории, и дополняющая существующую сеть асфальтированных дорог[23].
  - Муромское шоссе — проектируемый скоростной маршрут, реализующийся вместе со строительством Северной окружной дороги и проходящий параллельно ей.
  - Рязань-Солотча — проектируемый скоростной маршрут, который будет расположен на одном из самых популярных направлений и соединит веломагистралью город с курортным районом Солотча. Магистраль будет построена полностью в приокских лугах и лесах Мещёрского национального парка. Проектом будет предусмотрено полное затопление дороги во время весеннего половодья[24].
- Самара — велодорожка на второй очереди набережной Волги.

- Санкт-Петербург
  - велодорожка на территории Муринского парка вдоль проспекта Луначарского от проспекта Культуры до улицы Руставели.
  - велодорожка на Софийской улице от КАД до Колпина.
  - велодорожки на Крестовском острове вдоль Северной дороги и Кемской улицы, вдоль Южной дороги и Крестовского проспекта, на Большом Петровском мосту и подходах к нему.
  - велодорожка на проспекте Славы — от Бухарестской до Пражской.
  - велодорожка на Бухаресткой улице — от ст. м. Проспект Славы до ст. м. Международная.
  - набережная реки Фонтанки.
  - планируемые велодорожки:
    -  Санкт-Петербург — Колпино (ст. м. Международная — Софийская ул. — ж/д ст. Колпино)[25].

На данный момент все петербургские велодорожки никак не связаны между собой, бессмысленны с транспортной точки зрения и имеют чисто прогулочное предназначение.
- Светлогорск (Калининградская область) — тротуар с велосипедной и пешеходной дорожками от ул. Верещагина до ул. Динамо, протяжённостью около 1 км[26].
- Серпухов — тротуар с велосипедной и пешеходной дорожками по улице Ворошилова от железнодорожной станции Серпухов до ТЦ Орбита (протяжённость - 2.7 км). Также имеются велодорожки на Площади Ленина.
- Советск — тротуар с велосипедной и пешеходной дорожками вокруг северной части пруда Замковой мельницы (Городское озеро) длиной около 1 км.
- Тверь — велодорожка от Петербургского шоссе до областного Перинатального центра (улица Болотникова)[27].
- Тольятти
  - велопешеходная дорожка рядом с ТЦ Акварель (Автозаводский район).
  - велопешеходная дорожка вдоль улицы Патрульной (Автозаводский район).
  - велодорожка вдоль улицы Родины (Центральный район).
  - велодорожка в парке в честь 50-летия АвтоВАЗа (Автозаводский район).
  - велопешеходная дорожка вдоль улиц Громовой и Матросова (Комсомольский район).
  - велодорожка на набережной 6 квартала (Автозаводский район).
  - велопешеходная дорожка в посёлке Приморский от Приморского бульвара до улицы Строителей.
- Уфа — тротуар с велосипедной и пешеходной дорожками (обозначены разметкой) вдоль проспекта Октября протяжённостью ~7 км. Также имеется велодорожка длиной 550 м по обеим сторонам вдоль улицы 50 лет СССР от ул. Зорге до проспекта Октября. В 2012 году принята программа строительства единой системы велодорожек в городе длиной 97 км. По состоянию на июнь 2014 года уже построено 27 км дорожек, что делает г. Уфу самым велосипедным городом в России[28]. По состоянию на июнь 2015 год в Уфе уже построено[29] 45 км велосипедных дорожек, и планируется создание на её основе единой велосипедной транспортной сети города.
- Хабаровск — тестовая велодорожка на Амурском бульваре (~470 м, запущена 31.08.2015), велодорожка в Северном парке (~3 км, запущена 16.10.2015) и велодорожка на центральной набережной Амура.
- Чебоксары 
  - велодорожка от остановки «Роща» до с. Хыркасы Чебоксарского района — шириной 2 м и общей протяжённостью около 10 км. Городская часть велодорожки отремонтирована в 2007 году[30].
  - кольцевая велотрасса протяжённостью 7,6 км: пешеходный мост на Заливе — Президентский бульвар — ул. Дзержинского — площадь Республики — ул. Карла Маркса — пр. Ленина — ул. Гагарина — ул. Калинина — Казанская набережная — Красная площадь.[31]
- Ульяновск — велодорожка Спуск Степана Разина-Центр, Центр-УлГТУ-Президентский мост.
- Ярославль — велодорожка вдоль Волжской набережной; также вдоль части Красноборской улицы.

Минтранс РФ и Автодор заняли достаточно интересную правовую позицию по движению велосипедов по мосту, создавая прецедент толкования ПДД. Правилами дорожного движение запрещено движение велосипедов по автомагистрали. Это же правило обычно расширенно применяли к обочине автомагистрали как её части. Хотя с другой стороны ПДД разрешает движение по обочине, если это не создаёт помехи пешеходам, которых на обочинах автомагистрали нет. Преимущественно толкование ПДД ранее склонялось в пользу запрета движения велосипедов по обочине автомагистралей. Однако Минтранс РФ занял позицию, что данная правовая коллизия должна разрешаться в каждом конкретном случае по-разному на основании утверждённой схемы движения дорожного движения согласно приказу № 43 от 17 марта 2015 г. и схема дорожного движения по умолчанию движение велосипедистов не запрещает, а разрешает (п. 12.7, п. 16.21, п. 27.5 и др.).

## Велодорожки в Германии

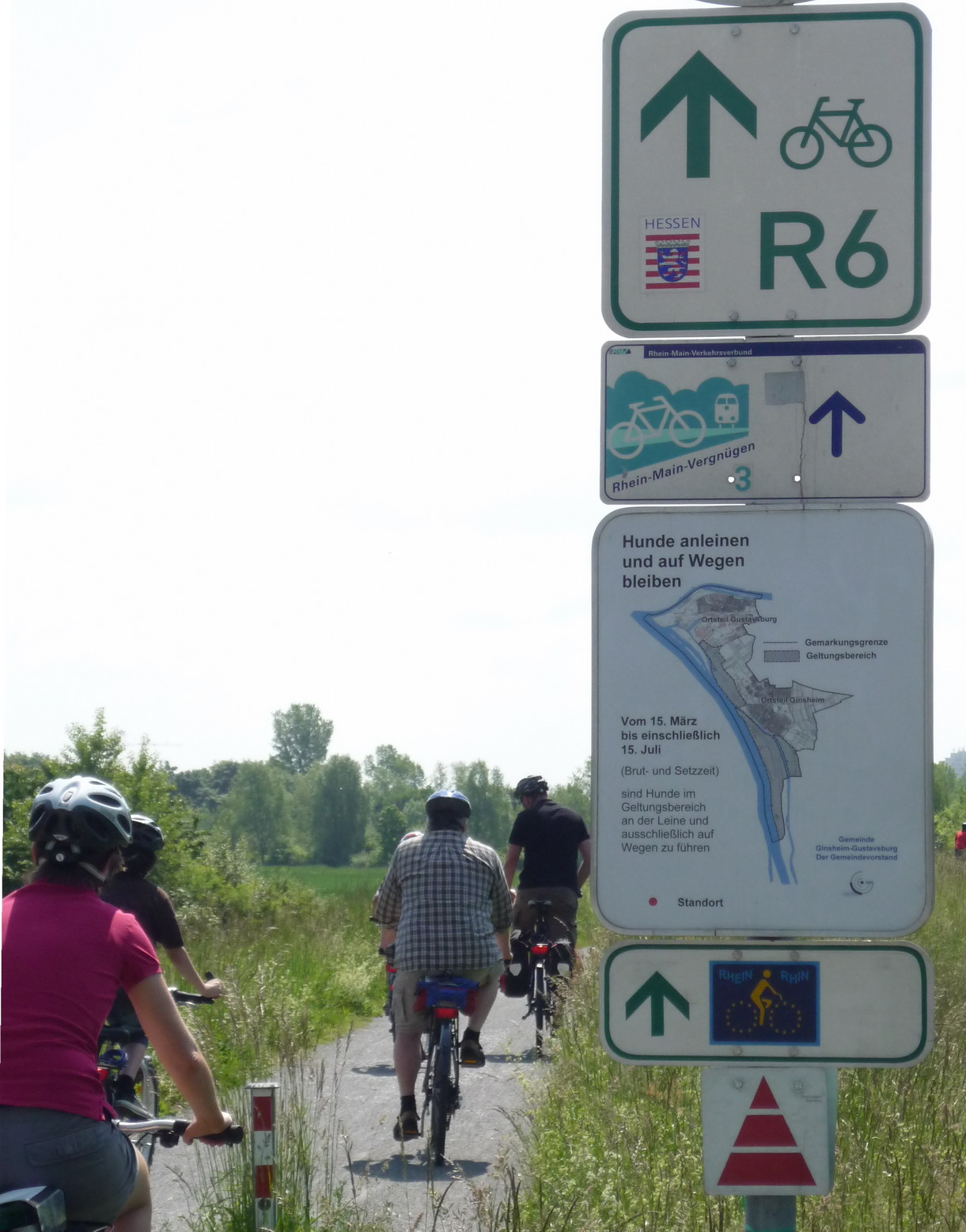
На Рейнской велосипедной дороге

Германия покрыта густой сетью как местных, так и дальних велосипедных дорожек. Через её территорию проходит ряд международных велосипедных маркированных путей, относящихся к проекту Евровело.
К дальним популярным у путешествующих велосипедистов велодорогам относится Рейнская велосипедная дорожка длиной 1230 км, проходящая большей частью по Германии вдоль реки Рейн.

## Велодорожки на Украине
На Украине велосипедные дорожки встречаются крайне редко и не образуют транспортную сеть.
В 2009 году был создан проект ВелоСтрана (укр. ВелоКраїна), конечной целью которого является создание инфраструктуры для рекреационных велосипедных поездок в горах Карпаты. Территория проекта включает Ивано-Франковскую, Закарпатскую и Черновицкую области.
По территории Украины проходит ветка 4 маршрута EuroVelo Роскофф — Киев, соединяющая украинские города Киев и Львов.
- АРК: 15 июля 2012 был открыт первый туристический веломаршрут, который проходит по Южному берегу Крыма. Туристический веломаршрут начинается от Ливадийского дворца, проходит через территорию Гаспринского поселкового совета по Солнечной тропе и завершается у дворца-музея «Ласточкино гнездо». Маршрут создан с учётом стандартов сети европейских транснациональных маршрутов EuroVelo[35].
- Винница: 2 июня 2011 года произошла встреча винницкого городского главы Владимира Гройсмана с велосипедистами областного центра. Результатом встречи стало создание рабочей группы, в течение двух недель было обследовано состояние асфальтного покрытия, наличие пандусов и протяжённость будущих велосипедных дорожек[36]. Учитывая, что в городском бюджете на 2011 год не были предусмотрены средства на проведение работ по адаптации городских улиц для нужд велосипедистов, было принято решение частично реализовать этот проект в 2011 году и выделить полосы для велосипедистов на тротуаре вдоль Хмельницкого шоссе и на проезжих частях проезда Пирогова и проспекту Космонавтов. На соответствующих участках была нанесена дорожная разметка и значки, установлены соответствующие дорожные знаки, были обустроены пандусы.[37] Первые дорожки появились в июле 2011 года. Общая протяжённость составляет 6,4 км.[38][39]
- Киев: в 2008 году горгосадминистрация вместе с велосипедистами разработали и утвердили перечень улиц для обустройства велосипедных полос и дорожек в составе городской схемы велосипедных маршрутов города. Специалисты определили 17 самых популярных веломаршрутов длиной 161 километр, в которых задействованы 62 столичные улицы[40][41]. На август 2012 года известны маршруты по проспекту Бажана (2 км из 6 запланированных)[42][43] и проспекту Победы, среди отрицательных черт которых — отсутствие удобных заездов на велодорожку, резкие повороты и постоянное пересечение велодорожки с пешеходными выходами[44]. До конца 2012 года будет спроектировано 5 городских маршрутов протяжённостью 38 км. Пилотным для развития велосипедной инфраструктуры стал Дарницкий район Киева[45]. В сентябре 2015 года был открыт веломаршрут Троещина-Европейская площадь, который проходит по улице Оноре де Бальзака, проспекту Ватутина, Северному мосту, Трухановому острову, далее по Пешеходному мосту и Крещатому парку выходит на Европейскую площадь. Городской голова Киева Виталий Кличко анонсировал дальнейшее строительство велодорожек во всех районах столицы.
- Львов: при содействии немецкого Общества технического сотрудничества (GTZ) группа разработала план поэтапной постройки велосипедной сети во Львове. На 2012 год построена одна дорожка, проходящая по улице Липинского, её протяжённость составляет 400 метров. Велодорожки прокладываются рядом с пешеходными дорожками. Для велодорожек используется асфальтобетон красного цвета, для лучшей ориентации пешеходов[46].
- Мариуполь: в июне 2011 года, по требованию велообщественности города была нанесена разметка вдоль проспекта Нахимова. Планируется нанесение разметки на участке по Приморскому бульвару. Для создания велосипедных дорожек используется нанесение разметки, отдельные дороги не строятся[47].
- Одесса: единственная[48] дорожка — на Трассе здоровья размещена в начале июня 2012 года. Проходит от улицы Ланжерона. Ширина поверхности — 2 метра, нанесена дорожная разметка и сеть знаков[49]. Дорожка освещается[50], территория охраняется внутренними войсками[51].
- Чернигов: Первая пилотная велодорожка открыта в июле 2015 года на ул. Щорса от Дворца культуры до Круга. Проект выполнен по заказу общественных организаций, в основном, силами волонтёров этих же общественных организаций.
- Черноморск: Первую тестовую велодорожку открыли по улице Корабельная в июле 2015, она выполнена с двухсторонним движением и закольцована. Следующая велодорожка появилась в августе 2015 по проспекту Мира. Власти хотят создать в городе сеть велодорожек, так как с каждым годом число велосипедистов увеличивается. Уже по всему городу установлены велопарковки.

## Велосипедные дорожки в Белоруссии

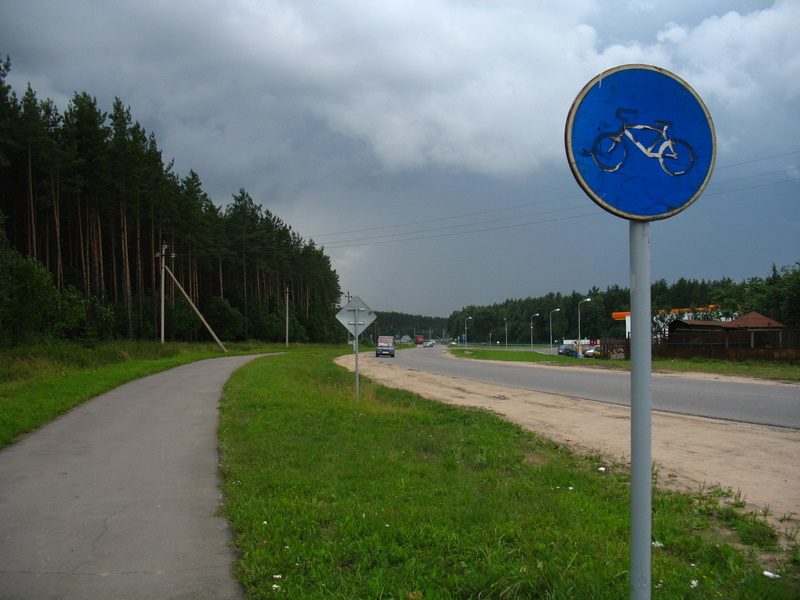
Велодорожка в Минске

В Минске велодорожка, которая пересекает почти весь город, имеет протяжённость 27 км. Проходит через Ленинский, Партизанский и Центральный районы города.
В Гомеле первой стала велодорожка, соединяющая северный выезд с агрогородком Ерёмино. В дальнейшем она была продолжена до рабочего посёлка (ныне микрорайон Гомеля) Костюковка. В самом городе велодорожки выделяют из тротуаров путём нанесения разделительной разметки.

## Дорожные знаки и разметка

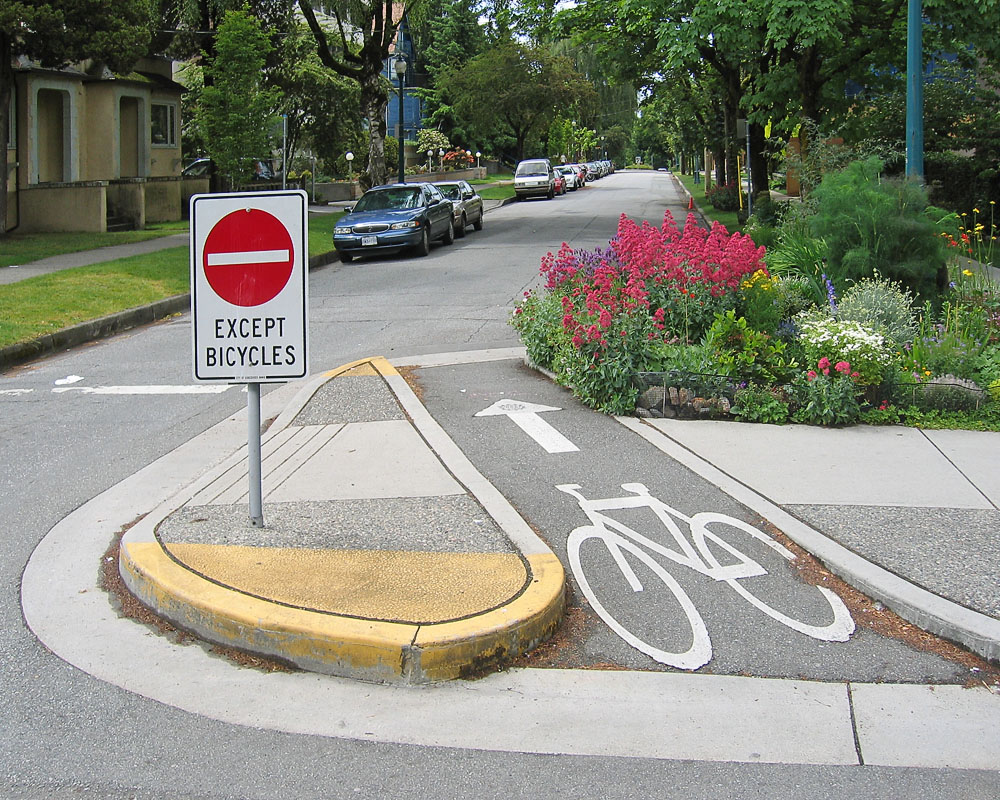
Канада. Проезд разрешён только велосипедистам

Дорожные знаки на Украине соответствуют Венской конвенции о дорожных знаках и сигналах. Разделение дорожных знаков на группы, нумерация, названия, размеры, форма, символы и требования по размещению регламентируются ДСТУ 4100-2002.
Дорожная разметка соответствует «Конвенции о дорожных знаках и сигналах» 1968 года, а также «Протоколу о разметке дорог» 1973 года. Все требования изложены в ДСТУ 2587-94. Дорожная разметка представляет собой линии, надписи или другие обозначения, наносимые на проезжую часть, бордюры и элементы дорожного сооружения. Линии горизонтальной разметки имеют белый цвет.
| Дорожные знаки и разметка Украины | | |
| | | |
| 1.34. Выезд велосипедистов. Участок дороги, на котором возможно появление велосипедистов, или место пересечения с велосипедной дорожкой вне перекрёстка. | 3.8. Движение на велосипедах запрещено. Не распространяется действие знака на транспортные средства, которые обслуживают граждан или принадлежат гражданам, проживающим или работающим в этой зоне, а также на транспортные средства, которые обслуживают предприятия, расположенные в обозначенной зоне. Зона действия знака — от места установления к ближайшему перекрёстку за ним. | 7.5.7. Вид транспортного средства: велосипед. Указывает вид транспортного средства (велосипед), на который распространяется действие знака. Табличка размещается непосредственно под знаками, с которыми она применяется. |
| | | |
| 4.12. Дорожка для велосипедистов. Движение только на велосипедах. Если нет тротуара или пешеходной дорожки, разрешается также движение пешеходов.        | 4.14. Дорожка для пешеходов и велосипедистов. Движение пешеходов и велосипедистов. | Разметка 1.15. Обозначает место, где велосипедная дорожка пересекает проезжую часть. |

## Галерея

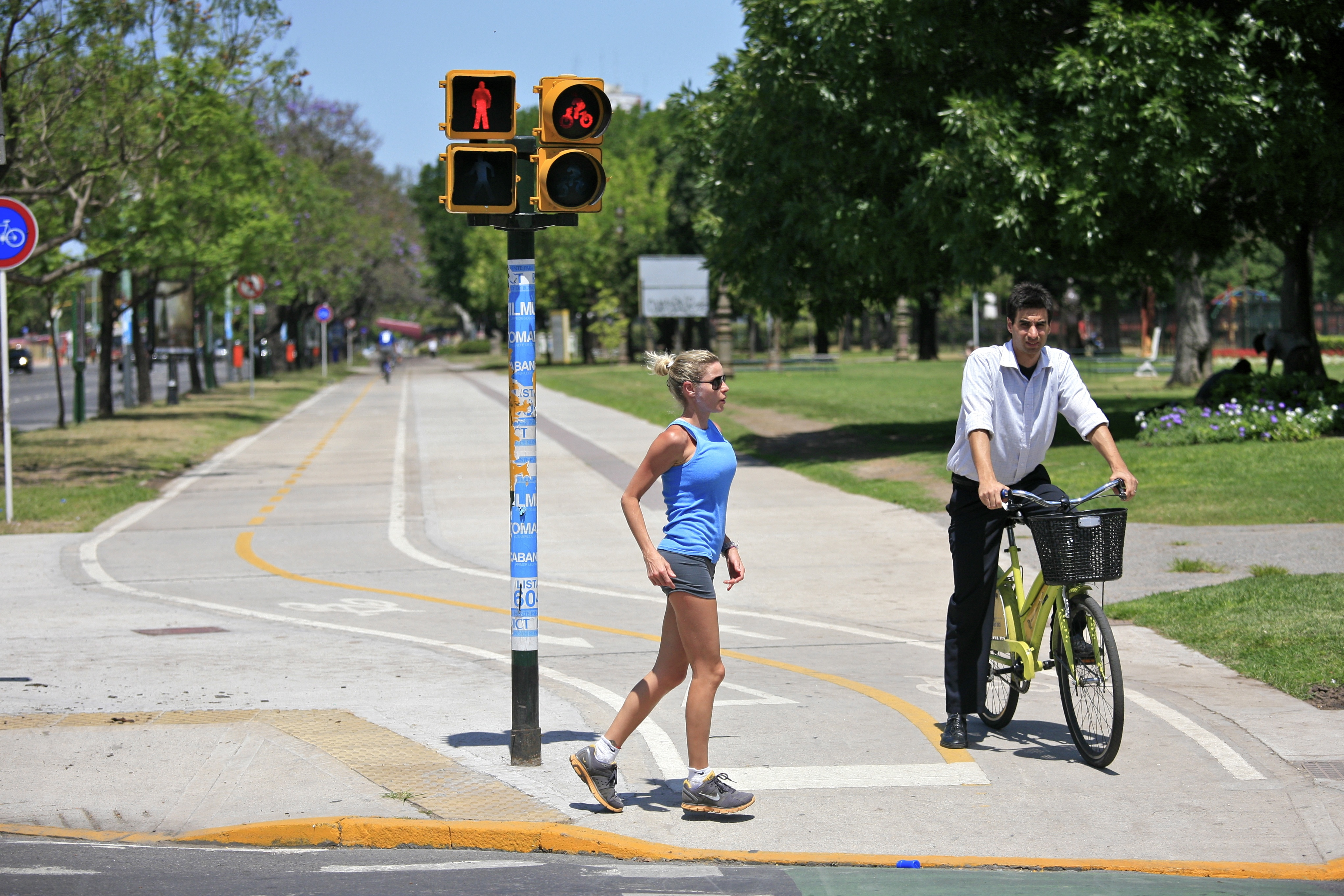
Буэнос-Айрес, Аргентина
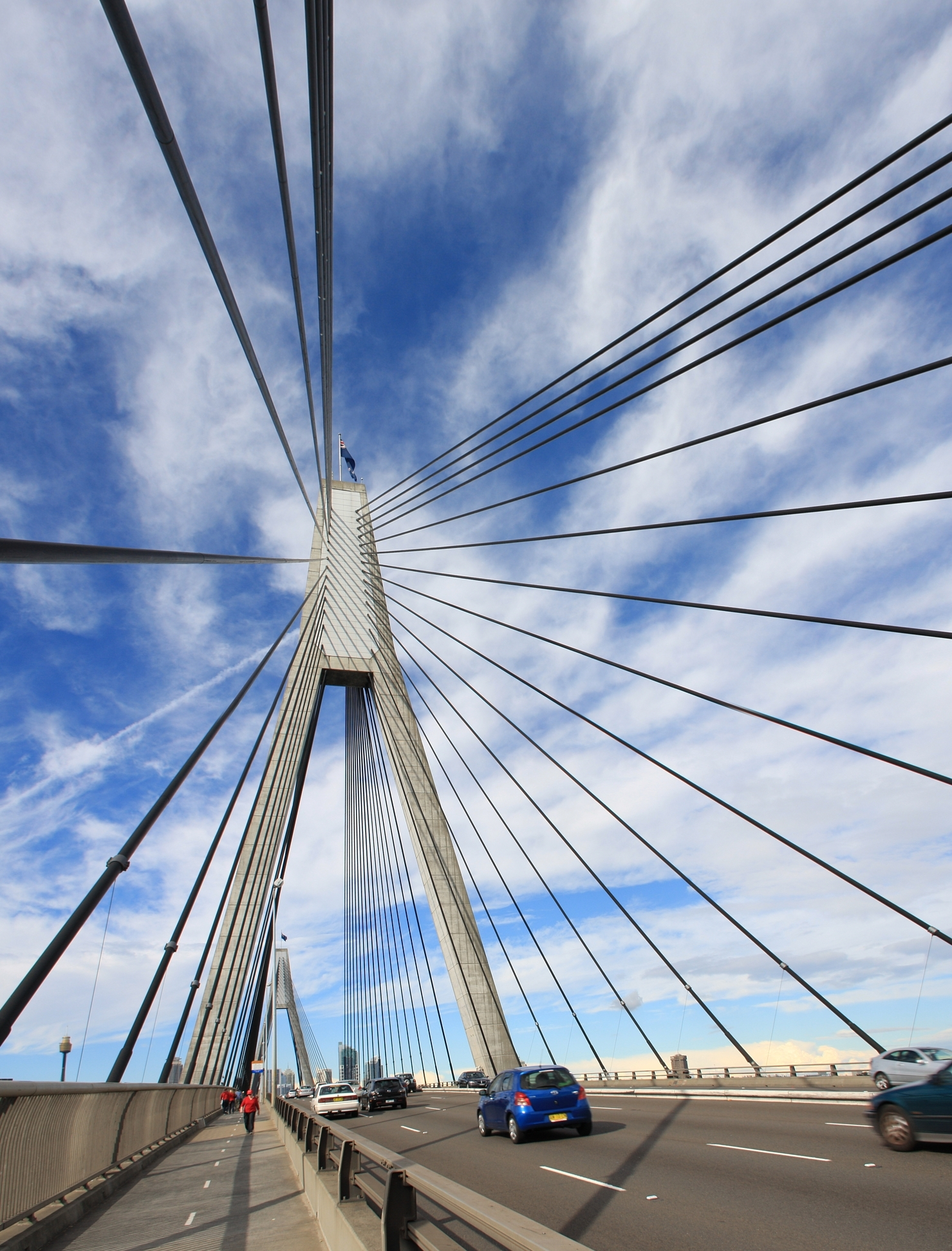
Дорожка на мосту Анзак, Австралия
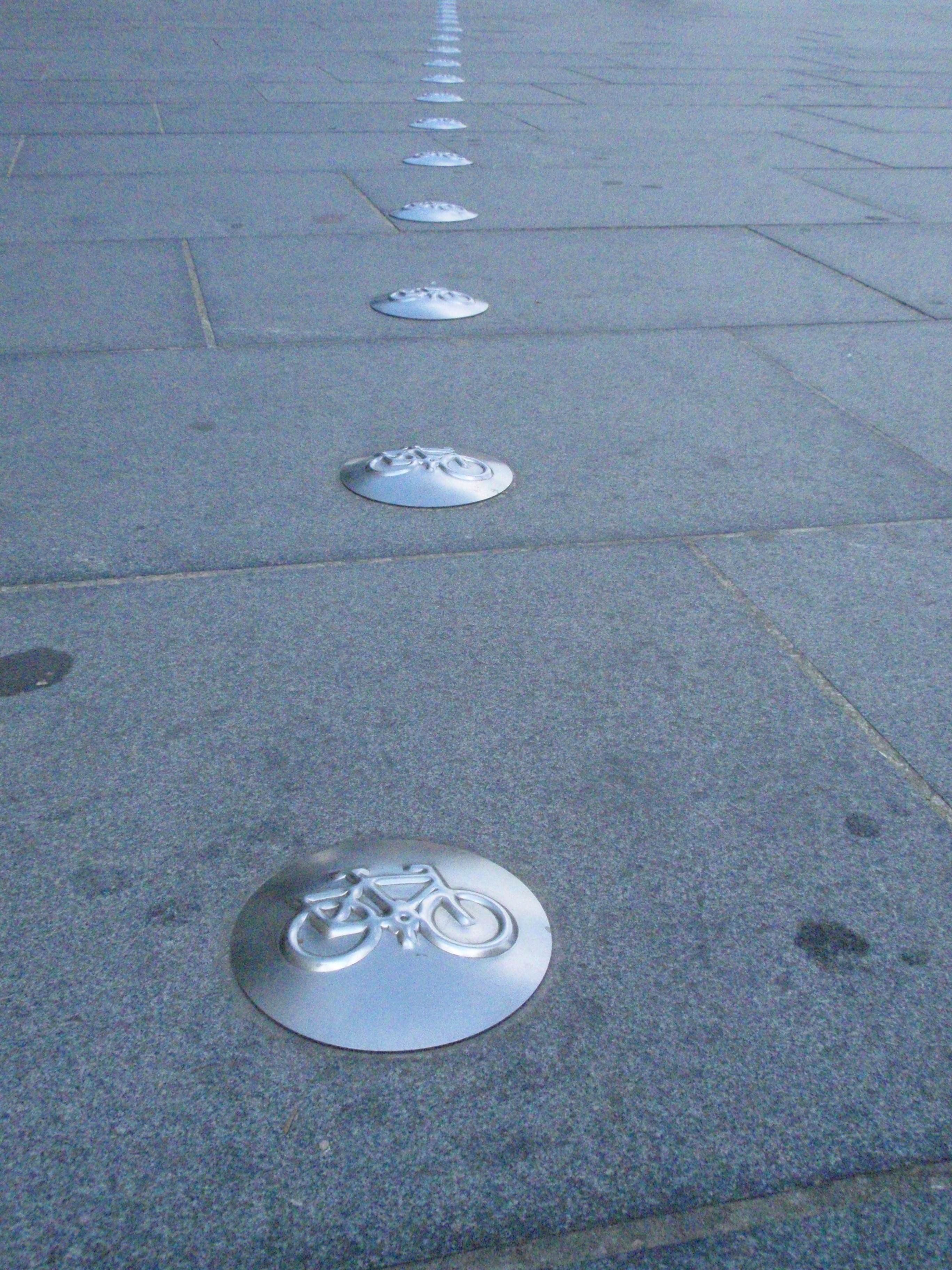
Велосипедные индикаторы на площади Астрид[нем.]; центральный вокзал Антверпена, Бельгия
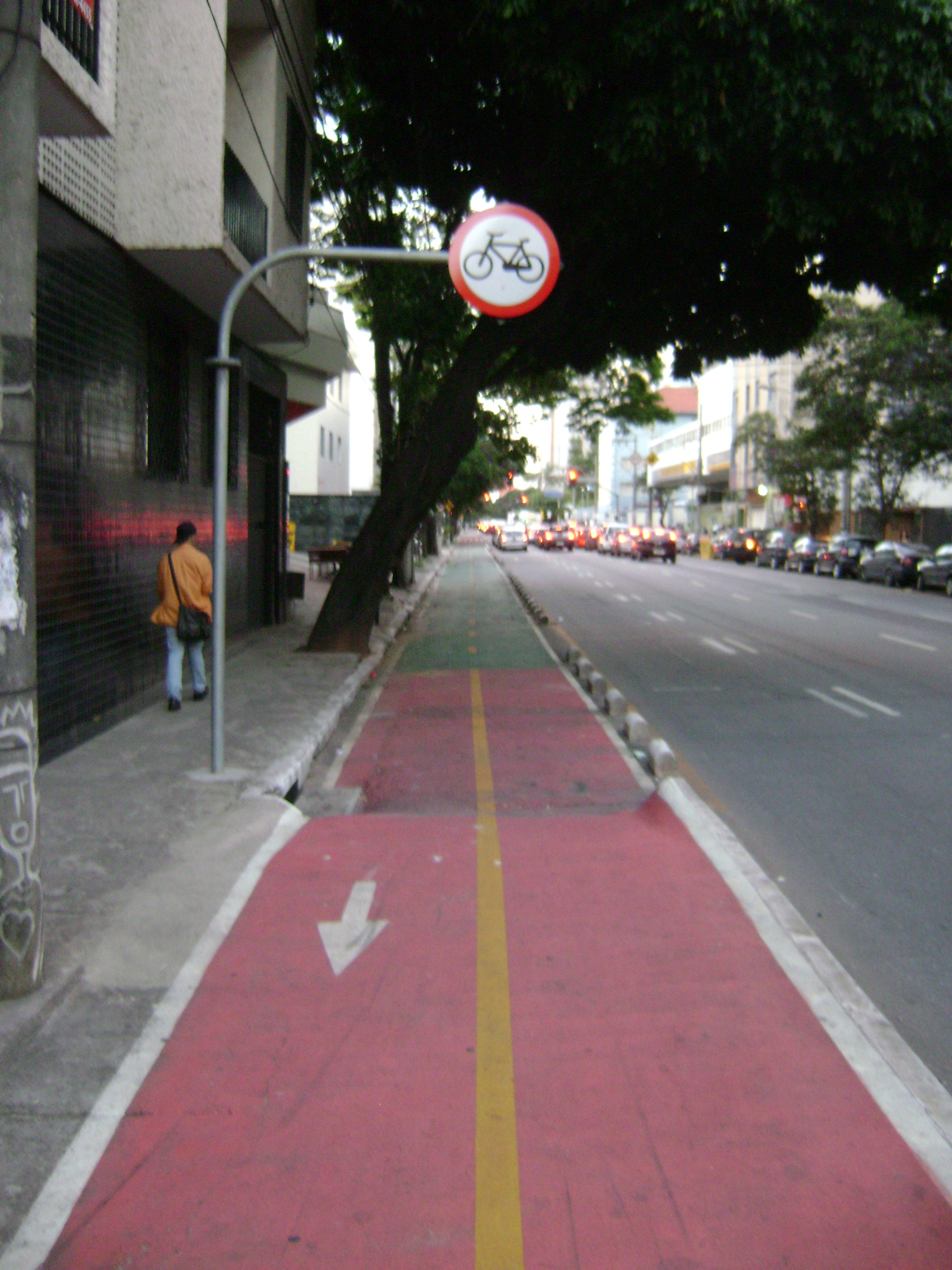
Белу-Оризонти, Бразилия
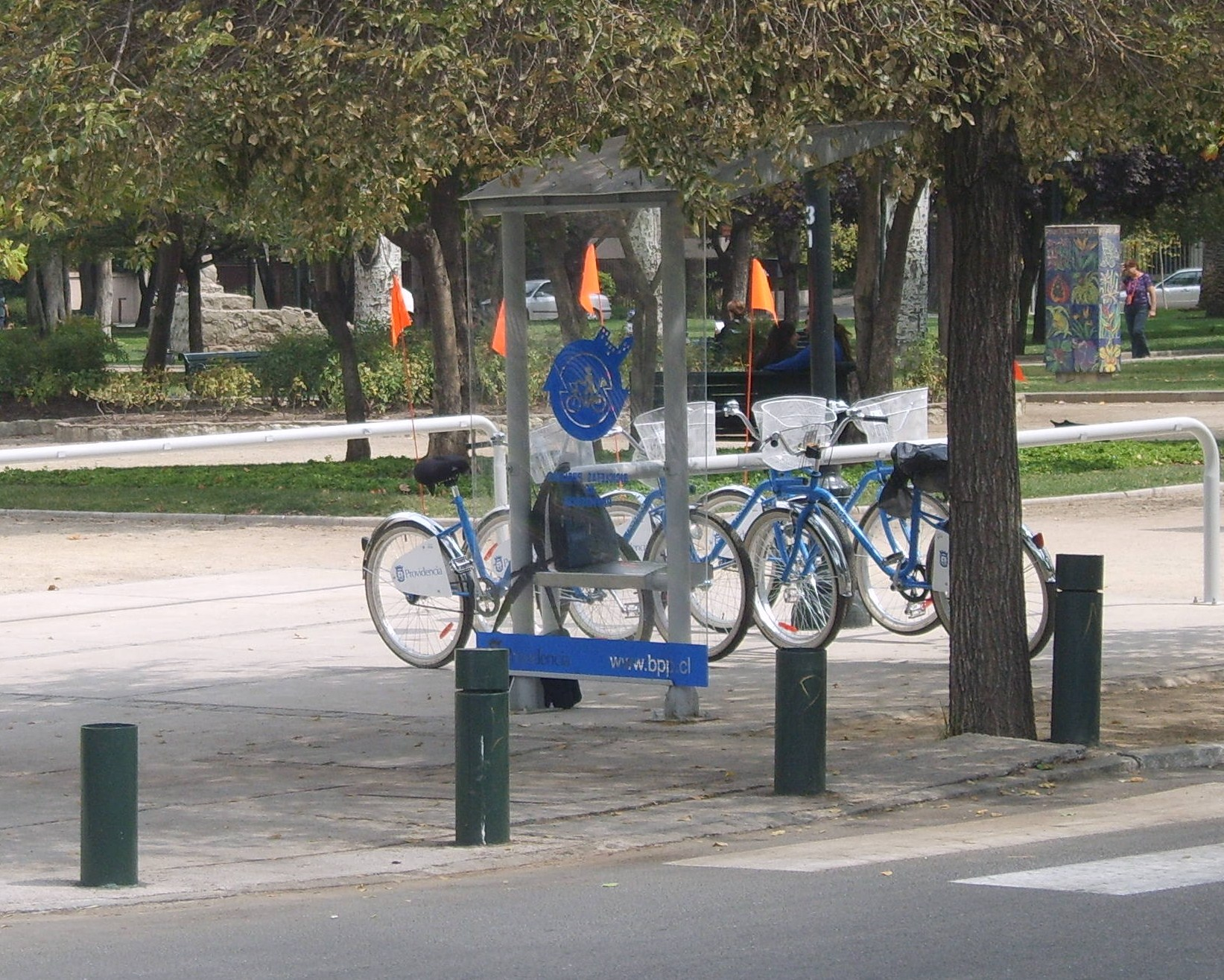
Прокат велосипедов, коммуна Провиденсия, Чили
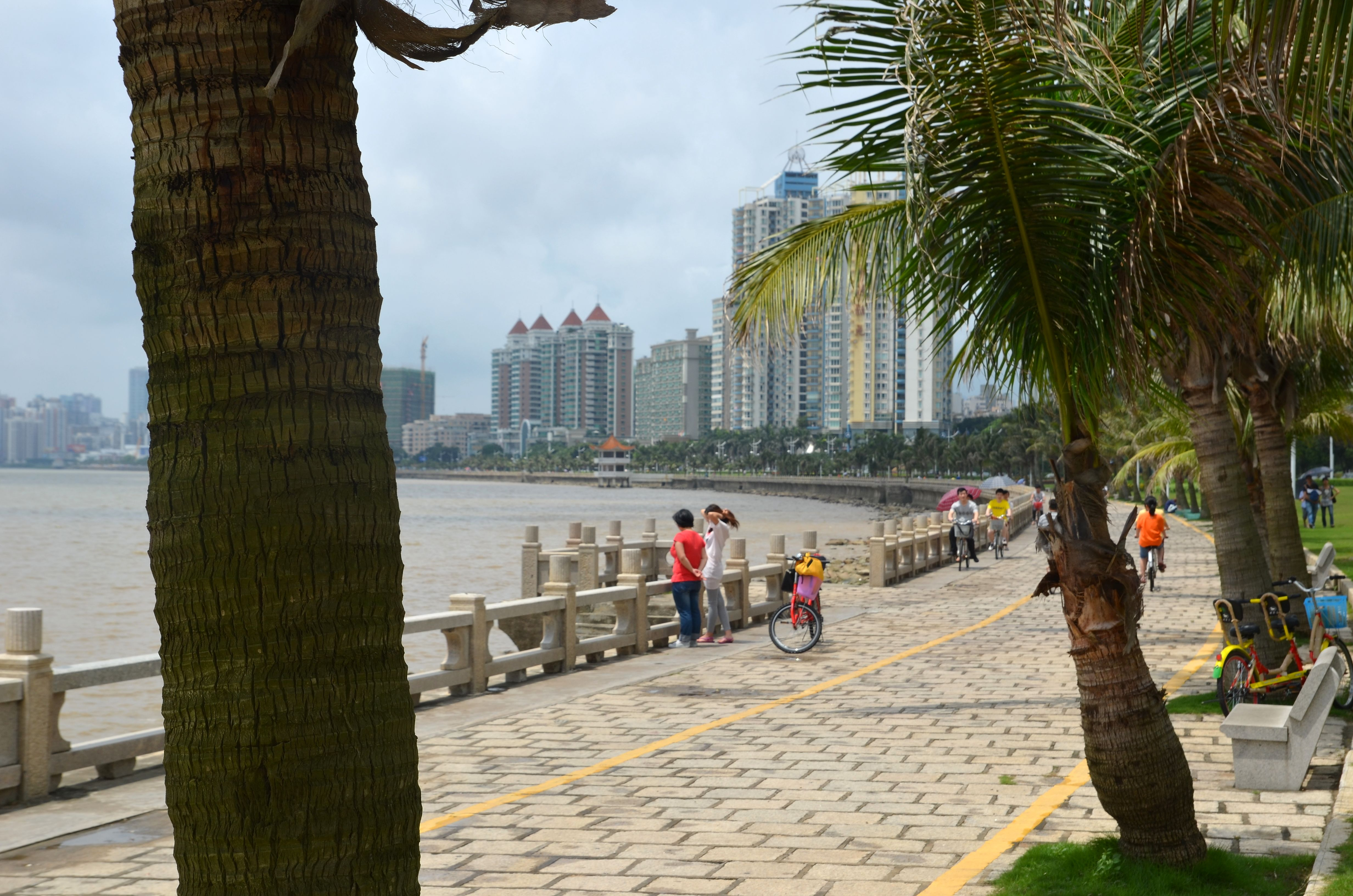
Дорожка на набережной Цинлюй, округа Чжухай, КНР
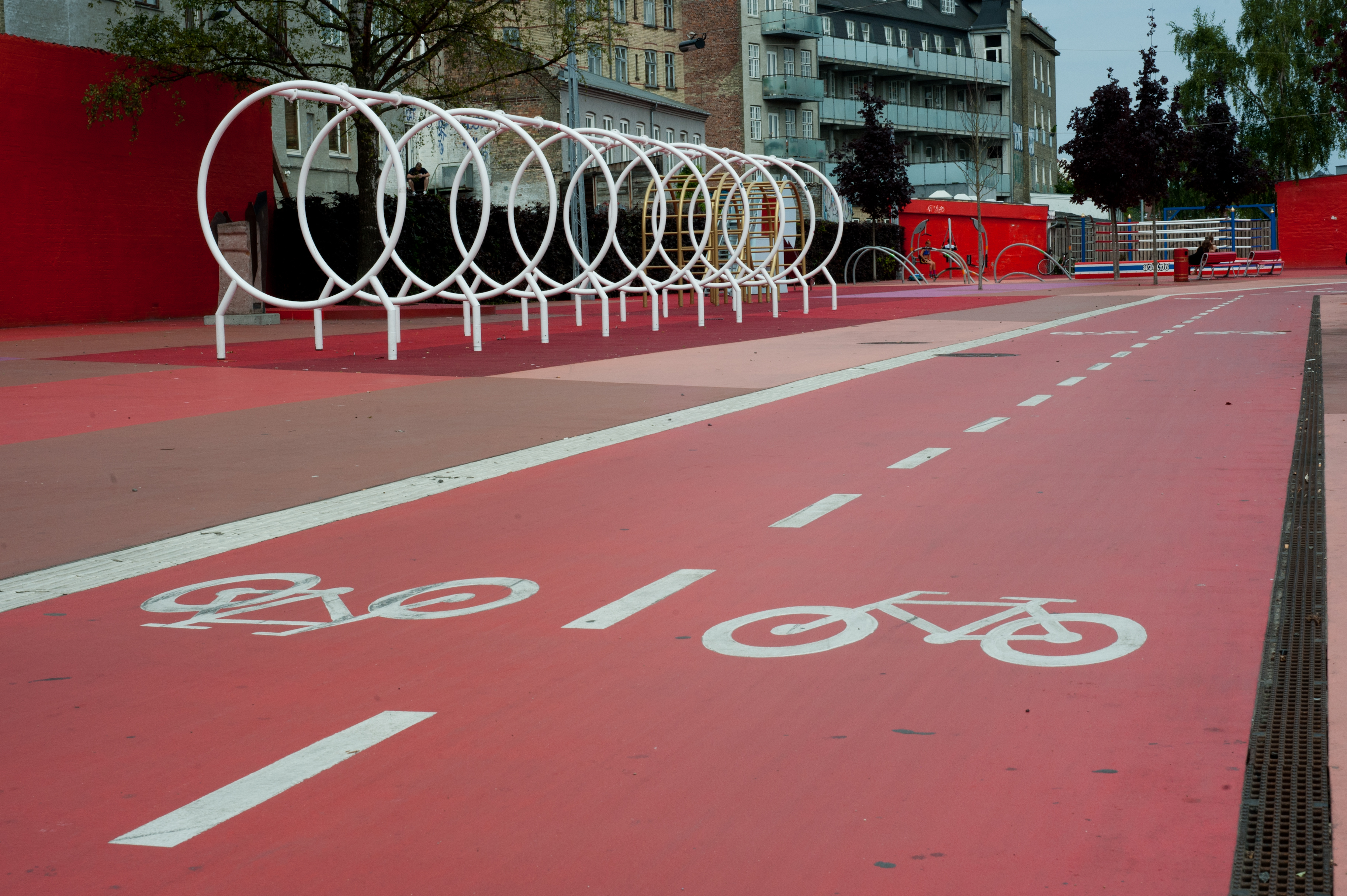
Часть новой дорожки в Копенгагене, Дания
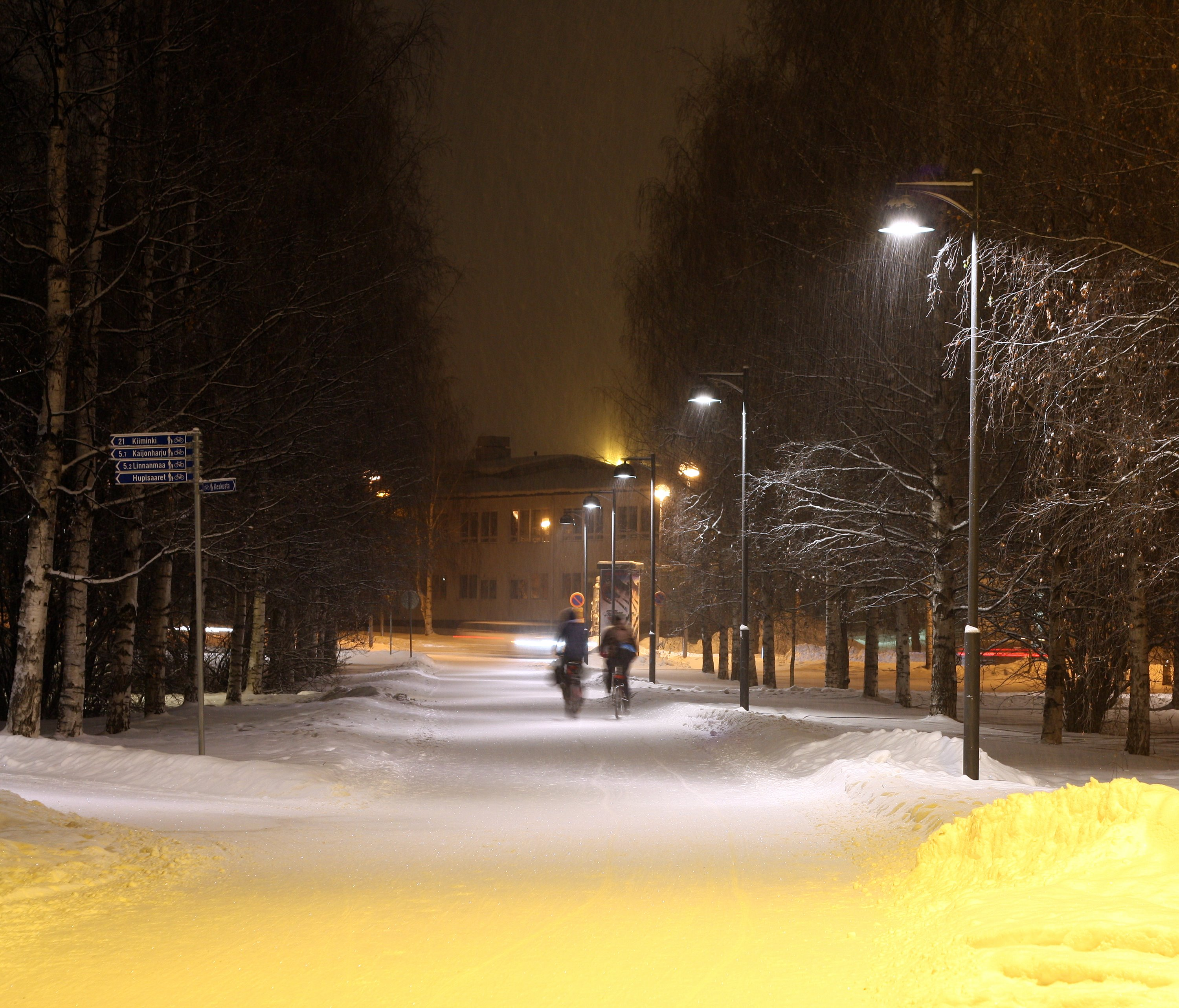
Дорожка в парке Åströminpuisto[фин.] в городе Оулу, Финляндия
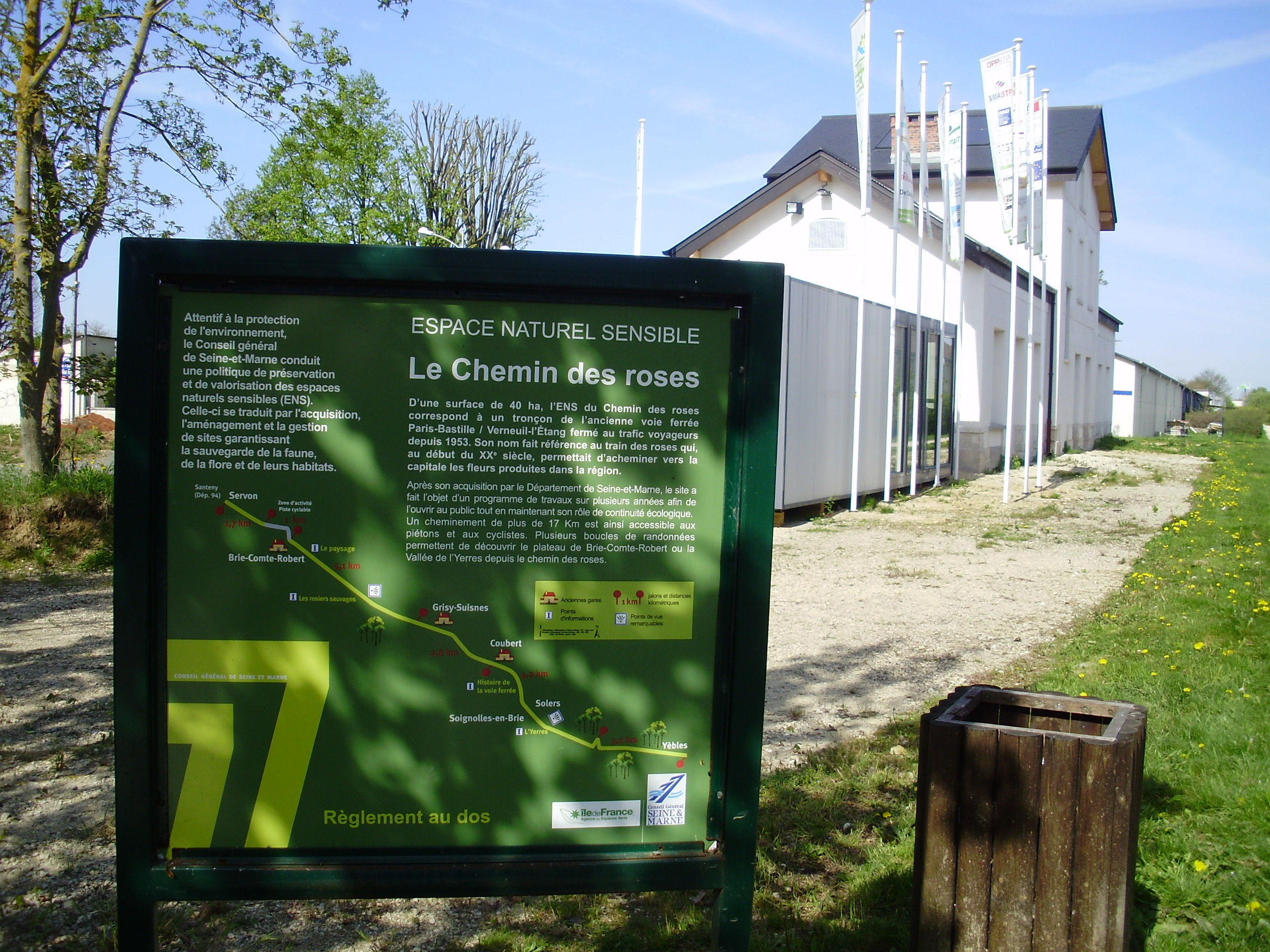
Информационная панель с картой дороги «Путь из роз»[фр.], Франция
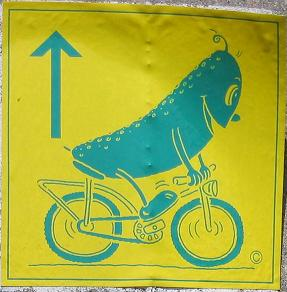
Указатель Gurkenradweg, велосипедной дороги длиной 260 км[54] в Германии
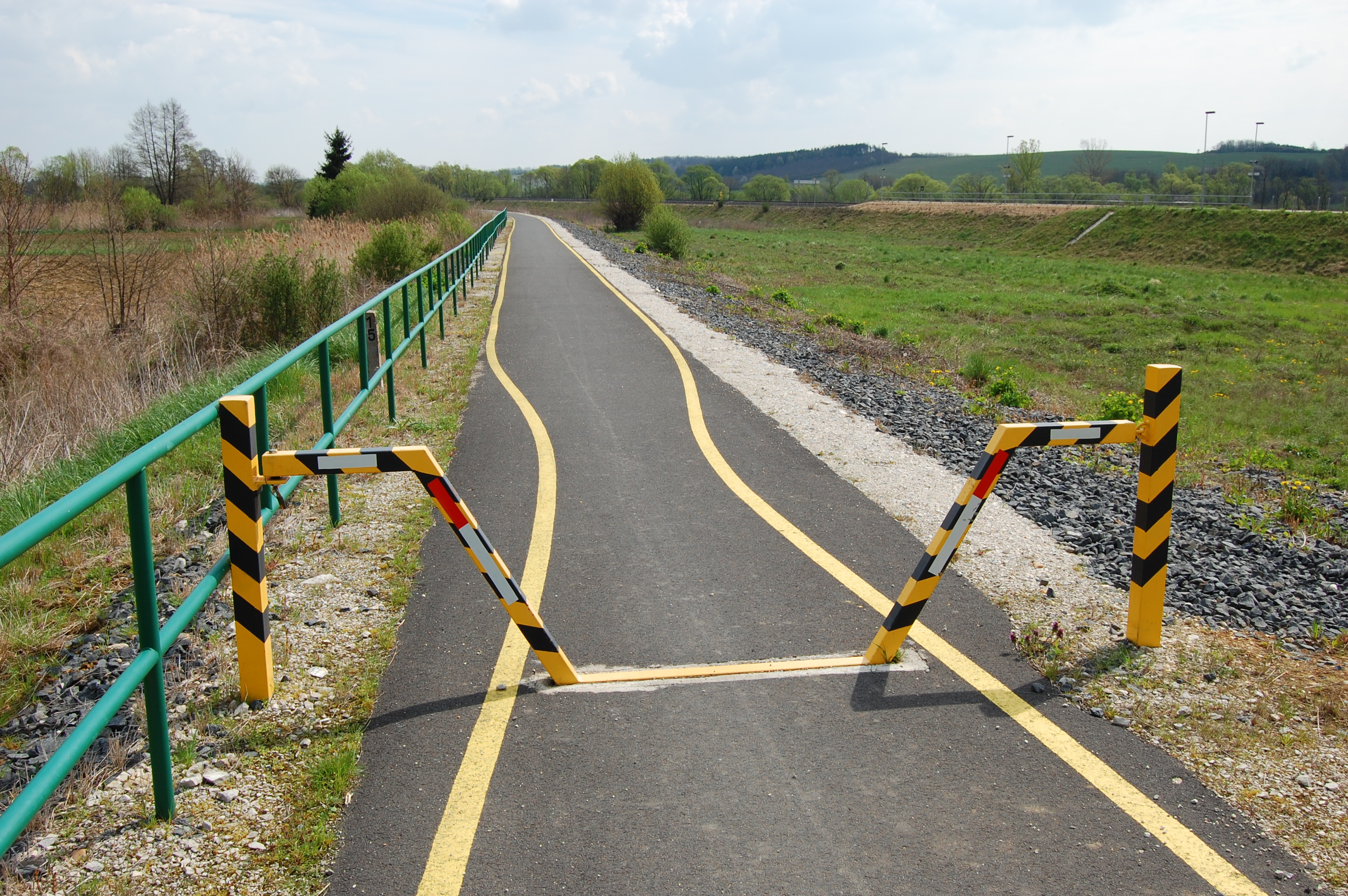
Отправная точка дорожки «Долина Зала»[венг.] в Залалёвё, Венгрия
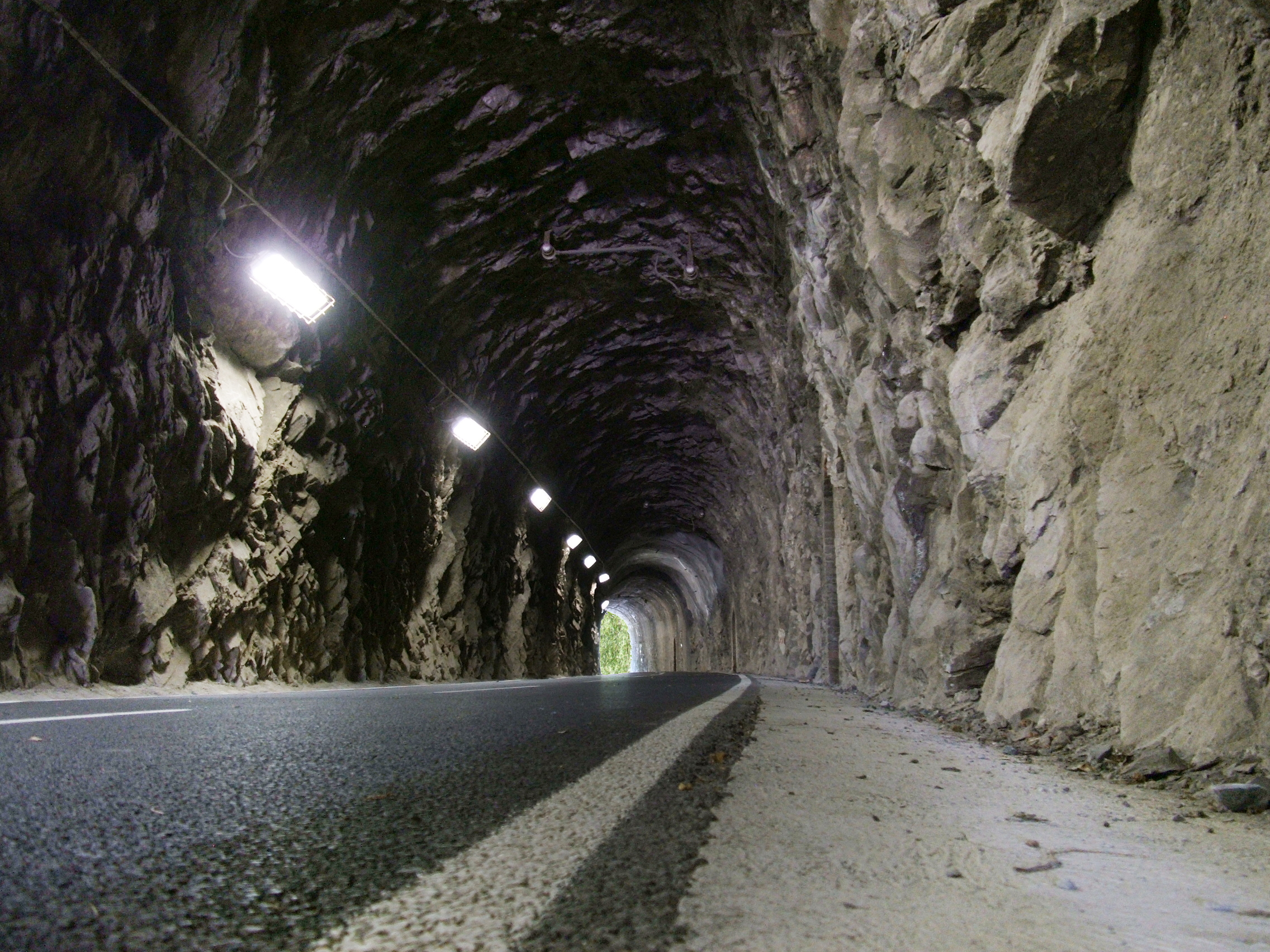
Фрагмент дорожки в долине Брембана[англ.] на Севере Италии
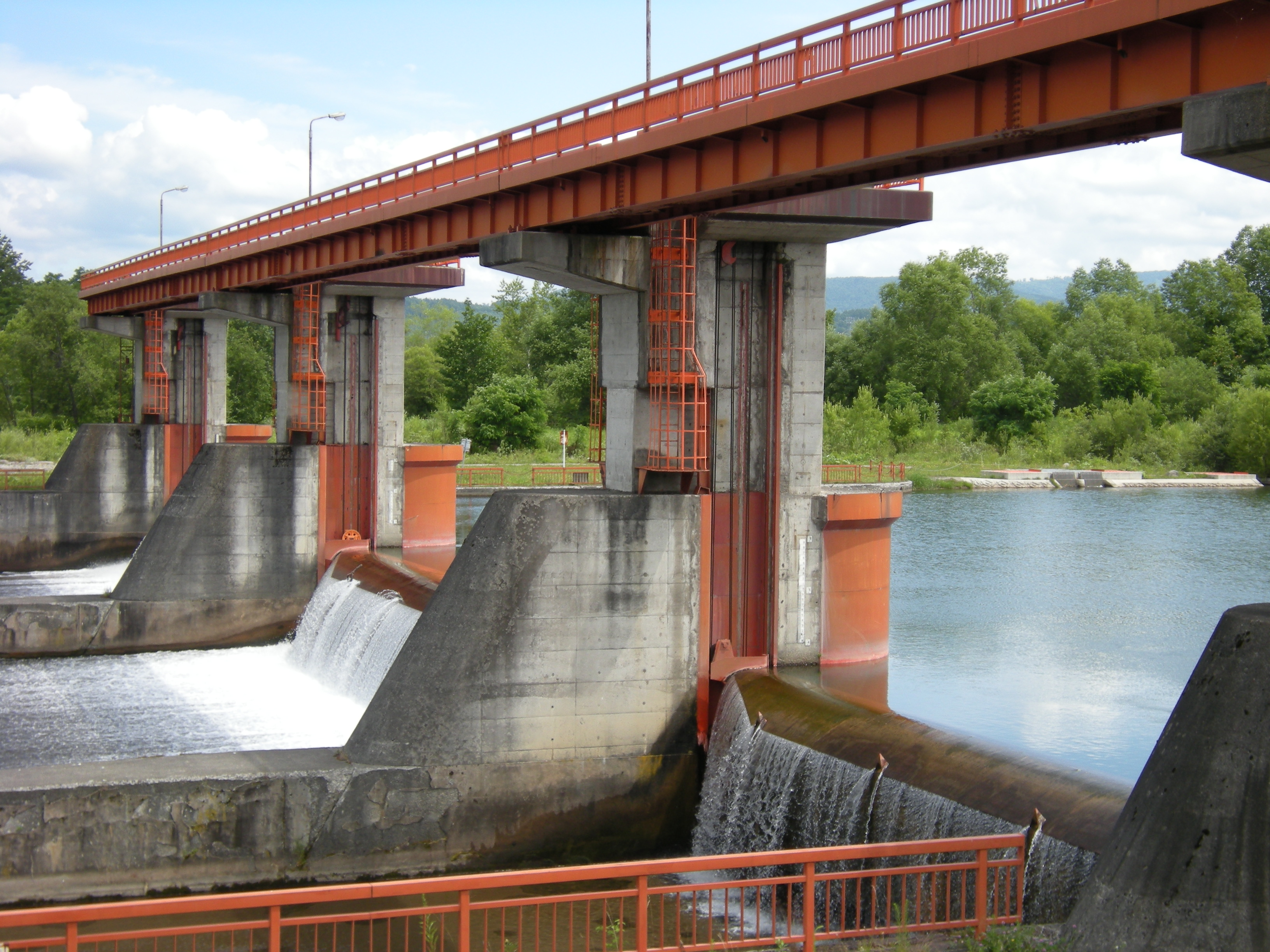
Шлюз-велосипедный переезд в Асахикаве, Япония
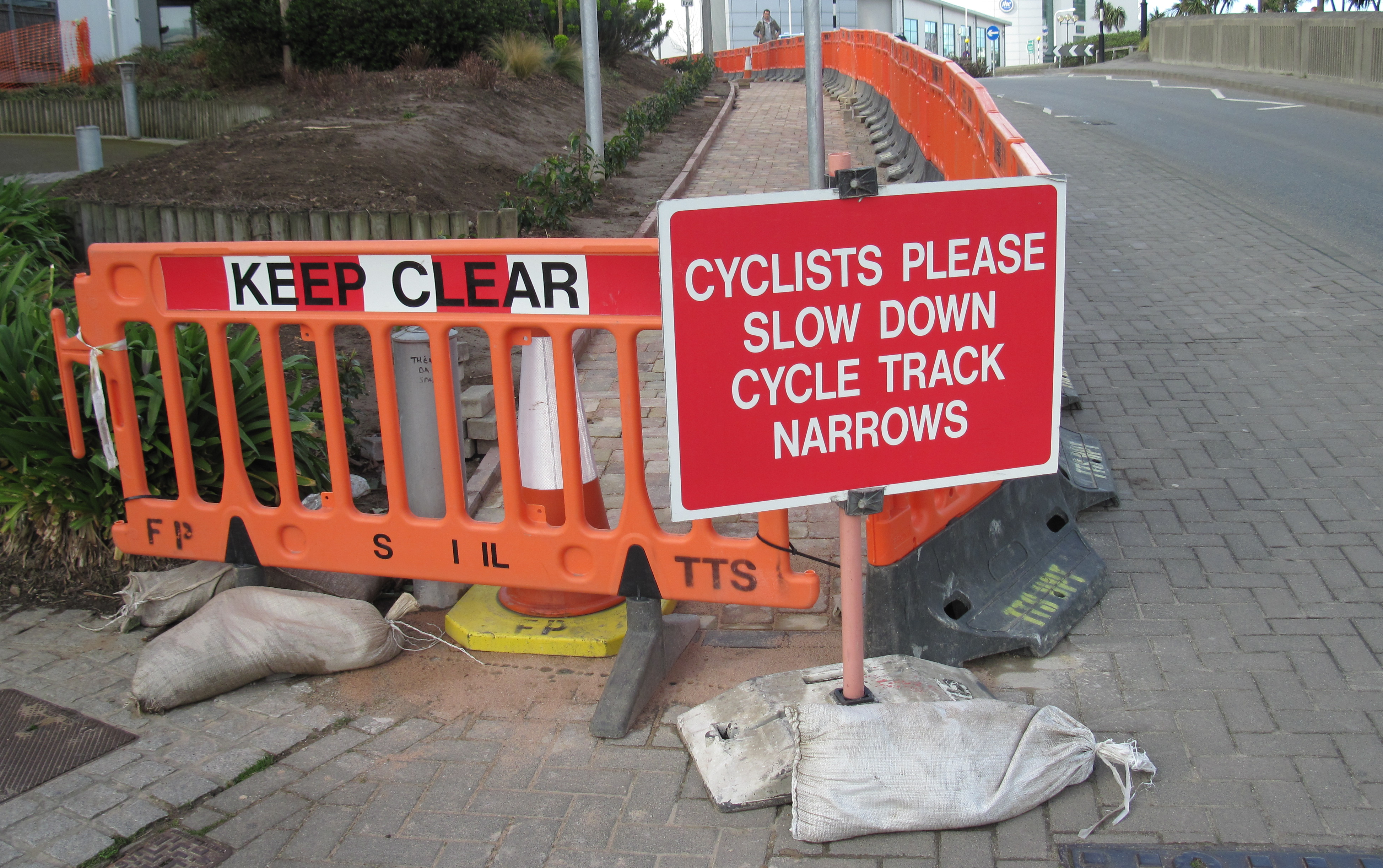
В Джерси ведётся ремонт и расширение велодорожки
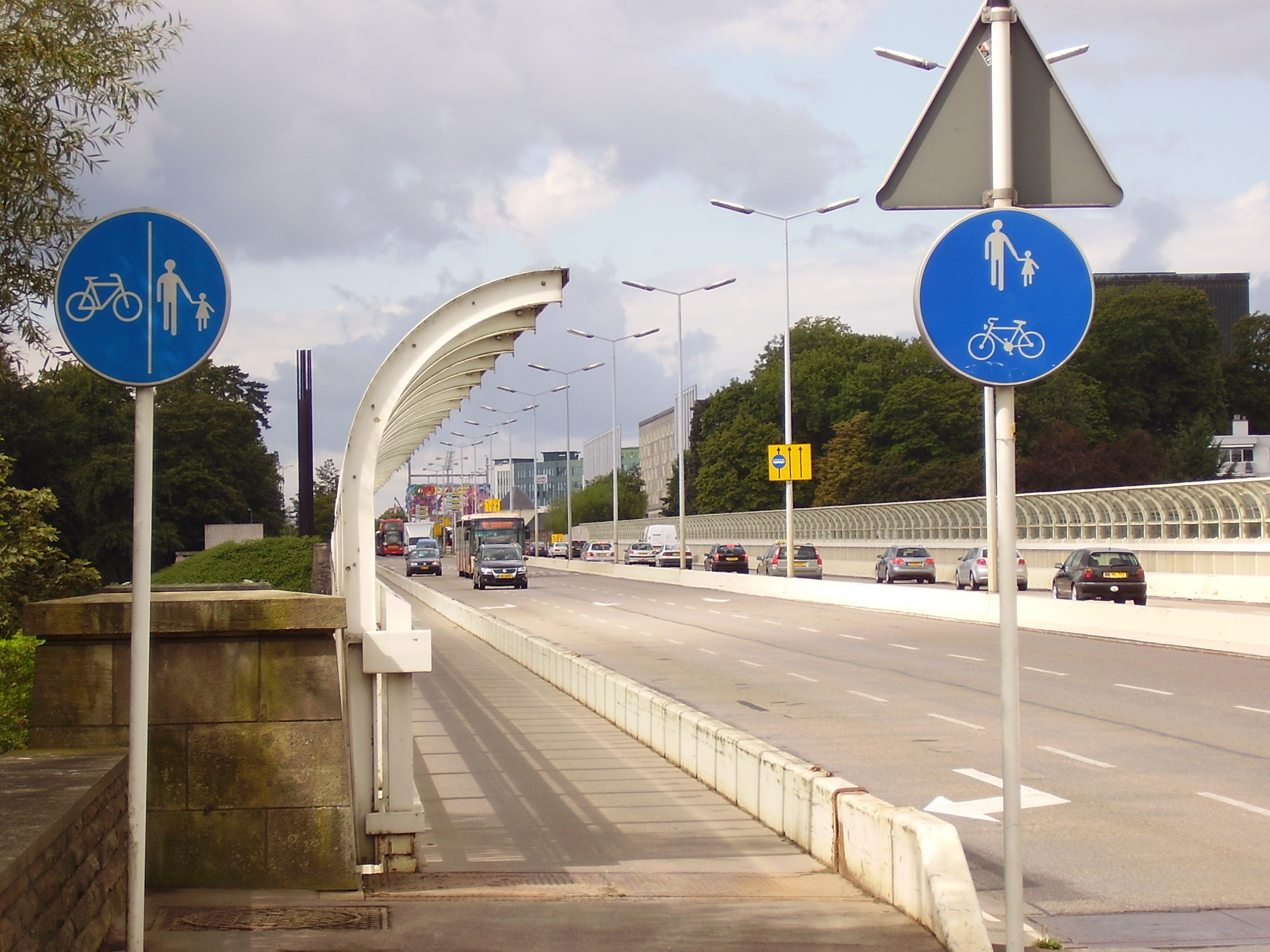
Мост великой герцогини Шарлотты, излюбленное место самоубийц в Люксембурге
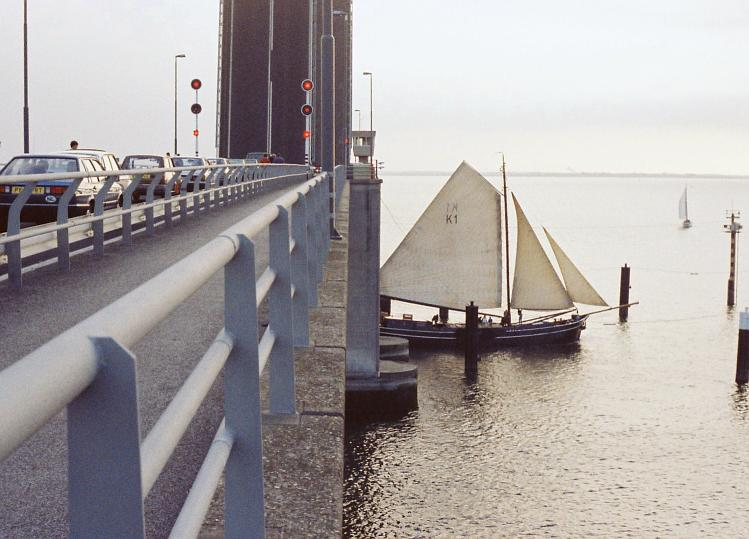
Зеландский мост
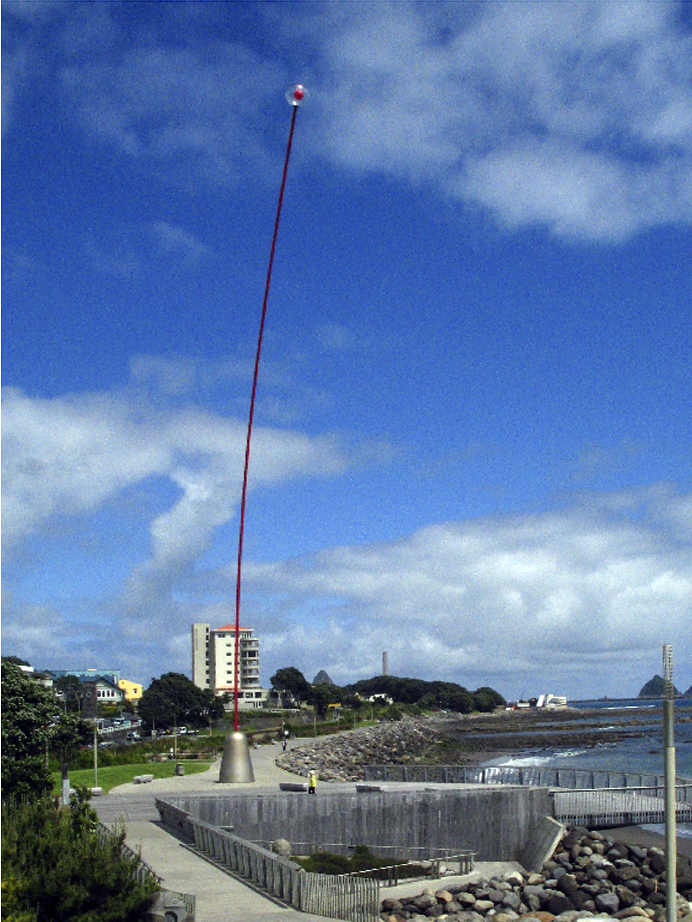
Wind Wand на набережной Нью-Плимут, Новая Зеландия
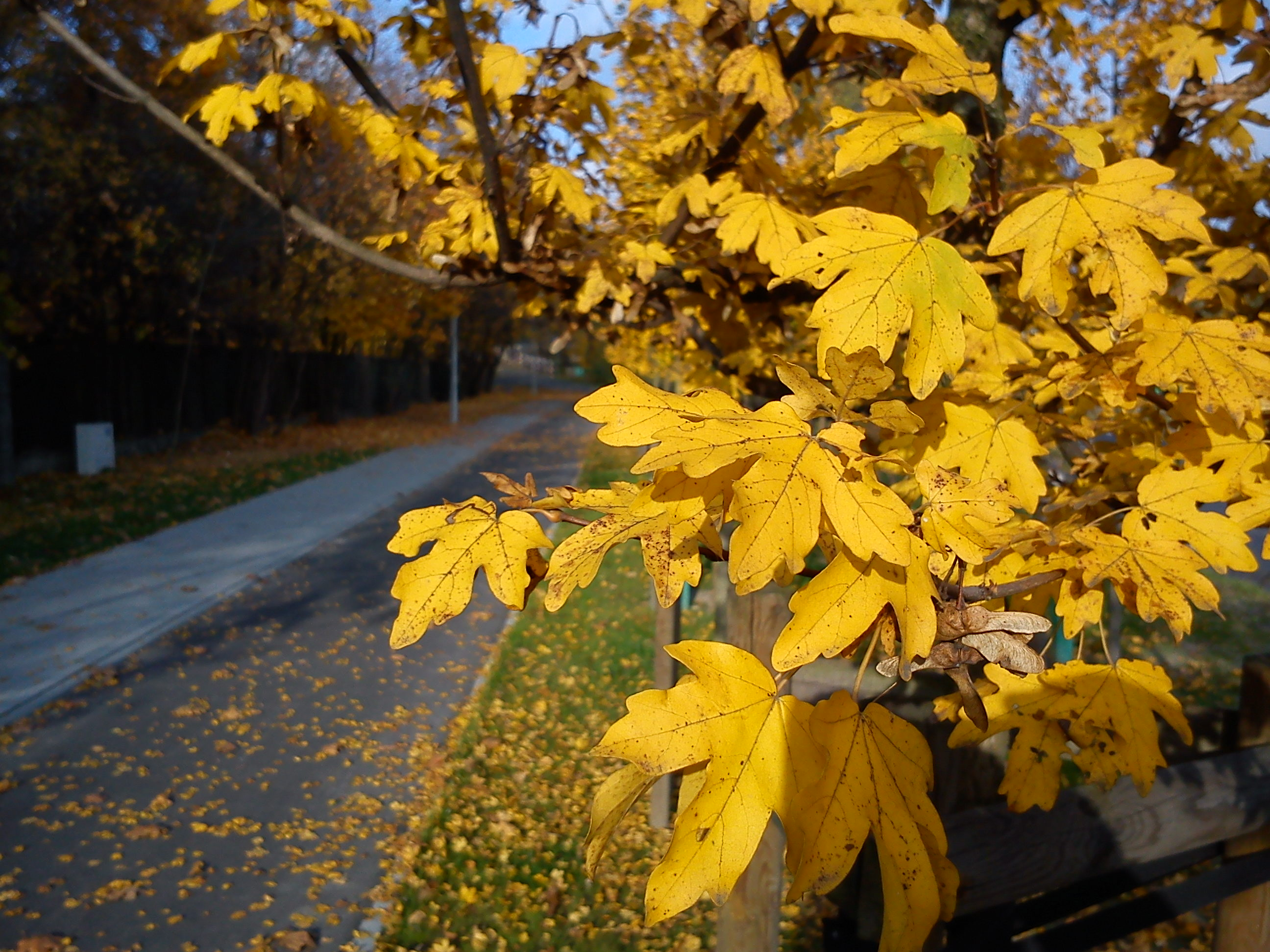
Дорожка в Познани, Польша
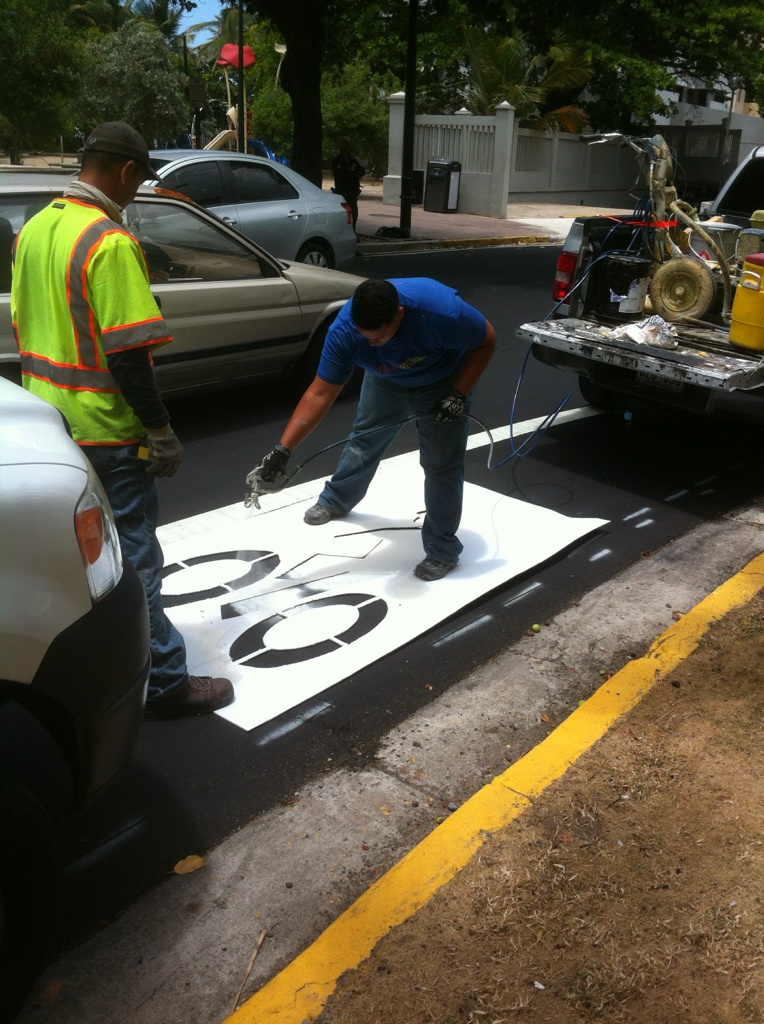
Работы по нанесению разметки, Сан Хуан, Пуэрто-Рико
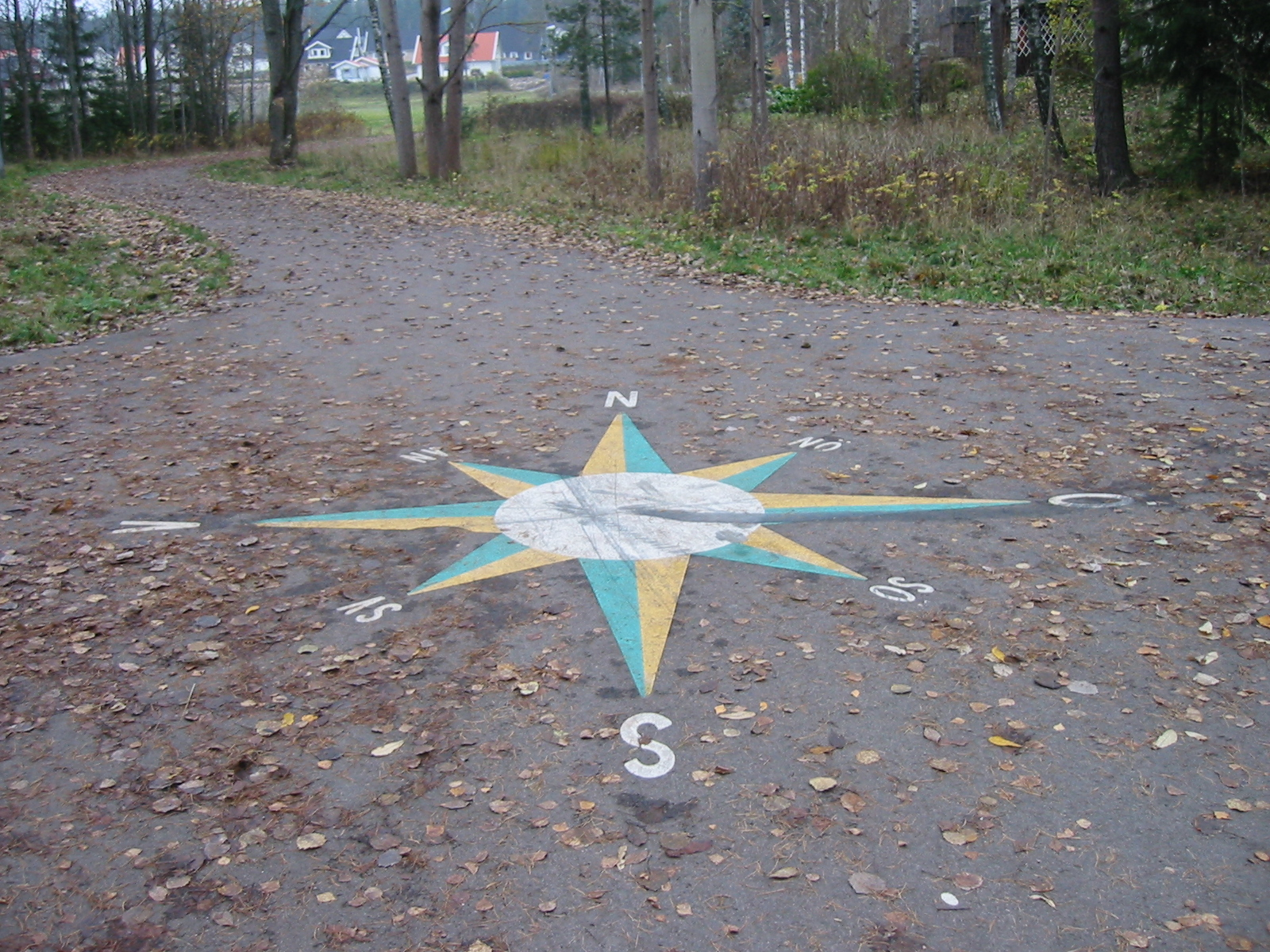
Компас на пересечении велодорожек в Халлстахаммар[англ.], Швеция
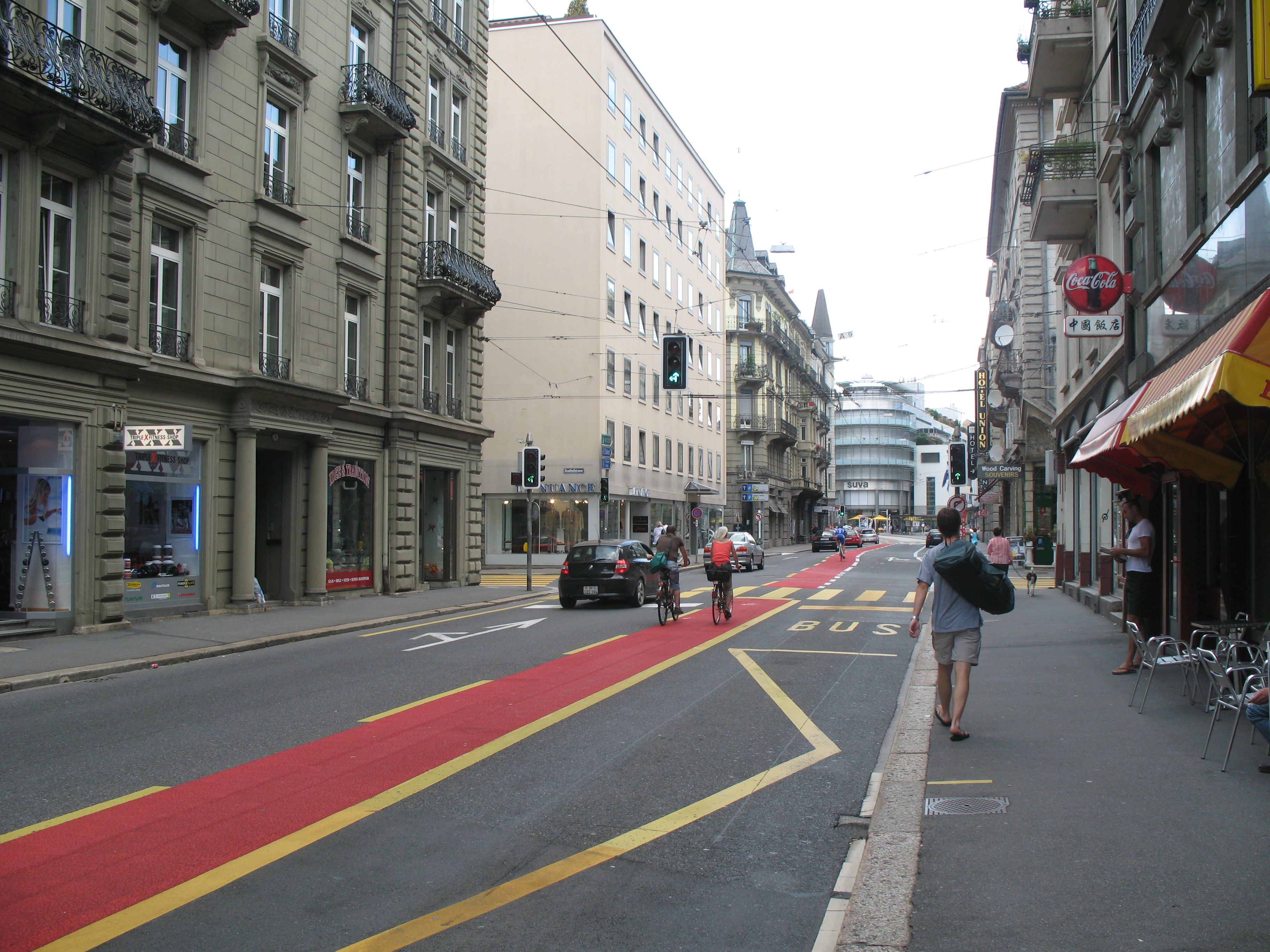
Дорожная разметка, Люцерн, Швейцария
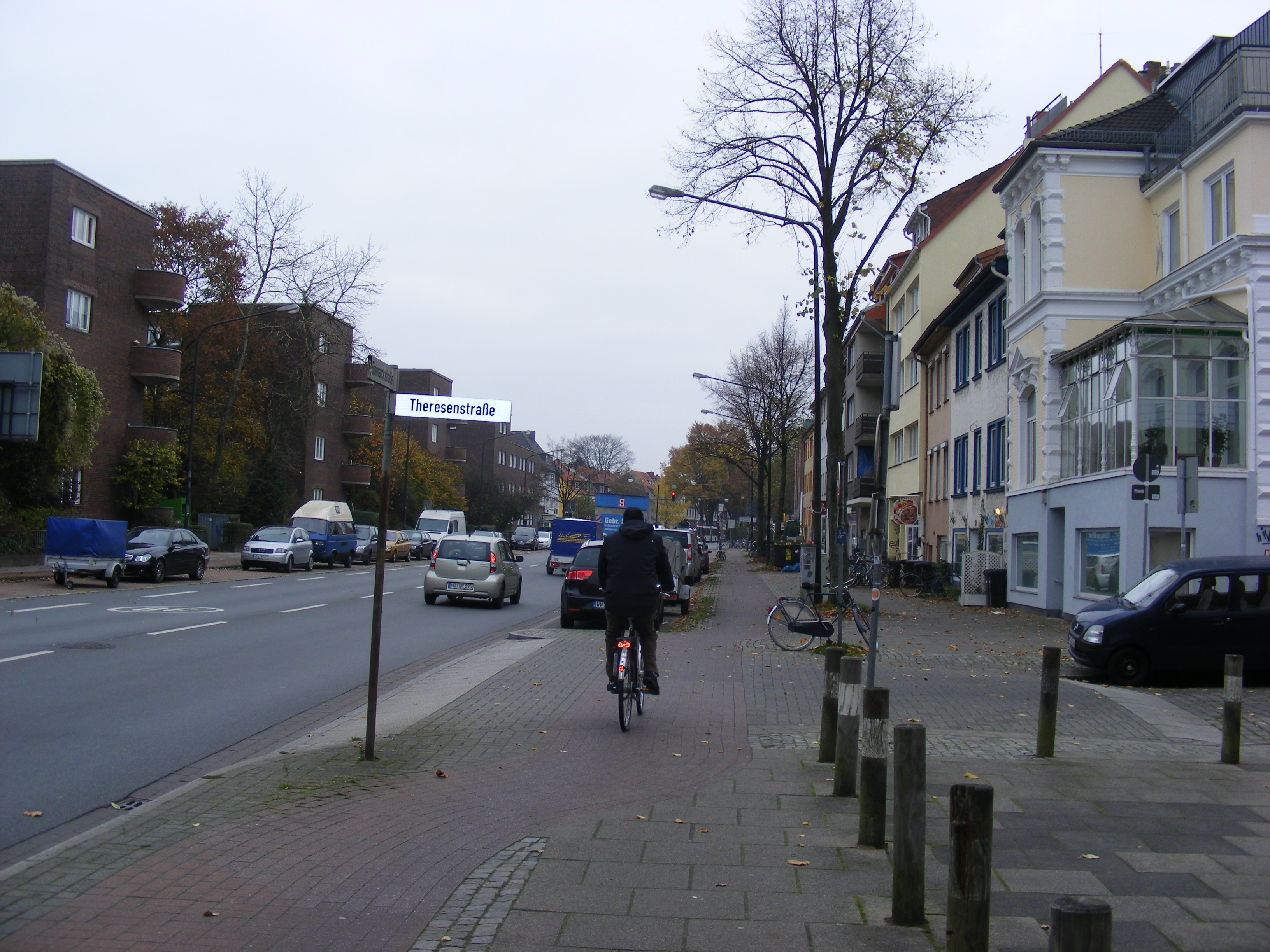
традиционные – Бремен — 700 км велодорожек
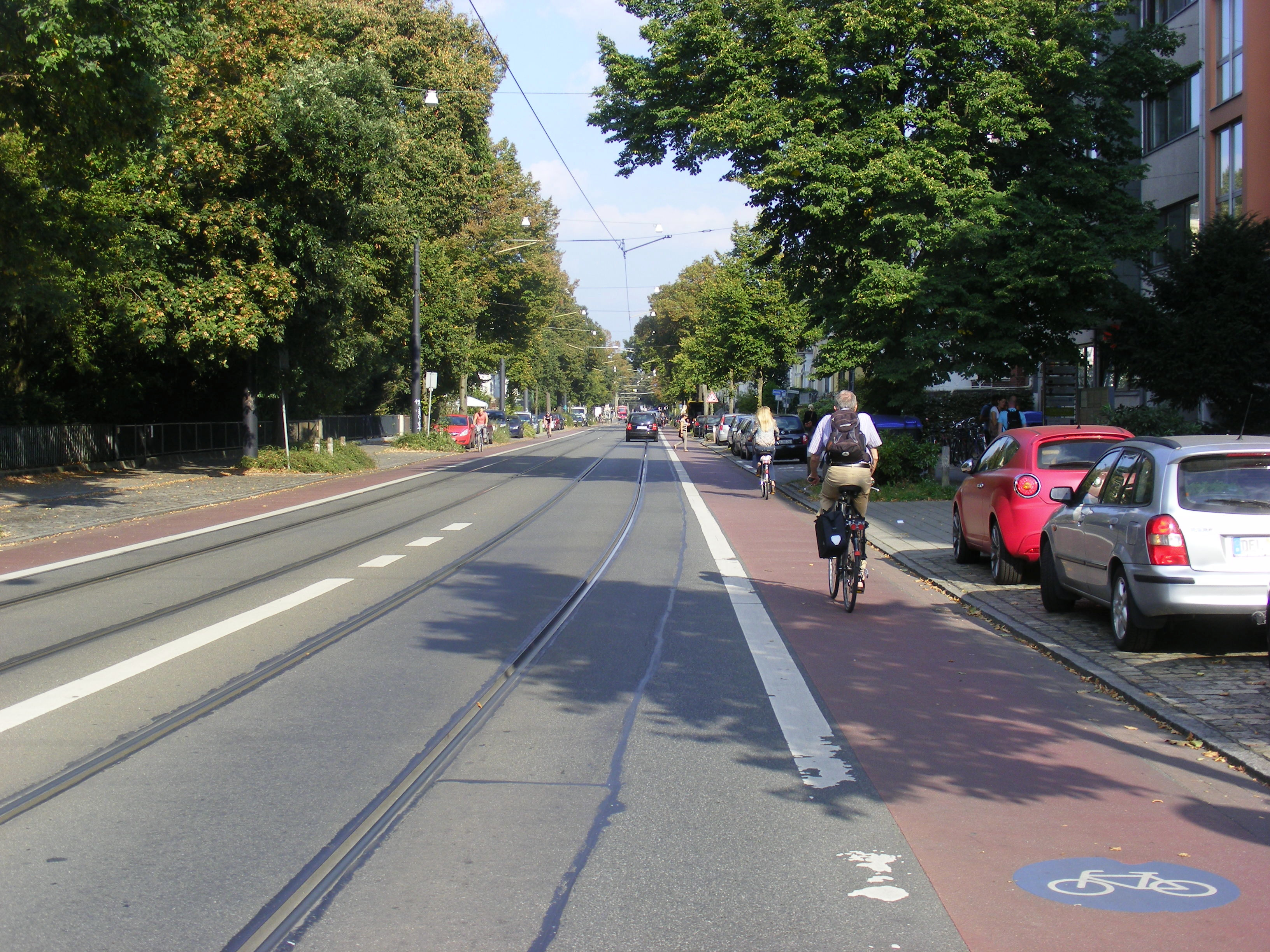
инновационные – Бремен — 700 км велодорожек
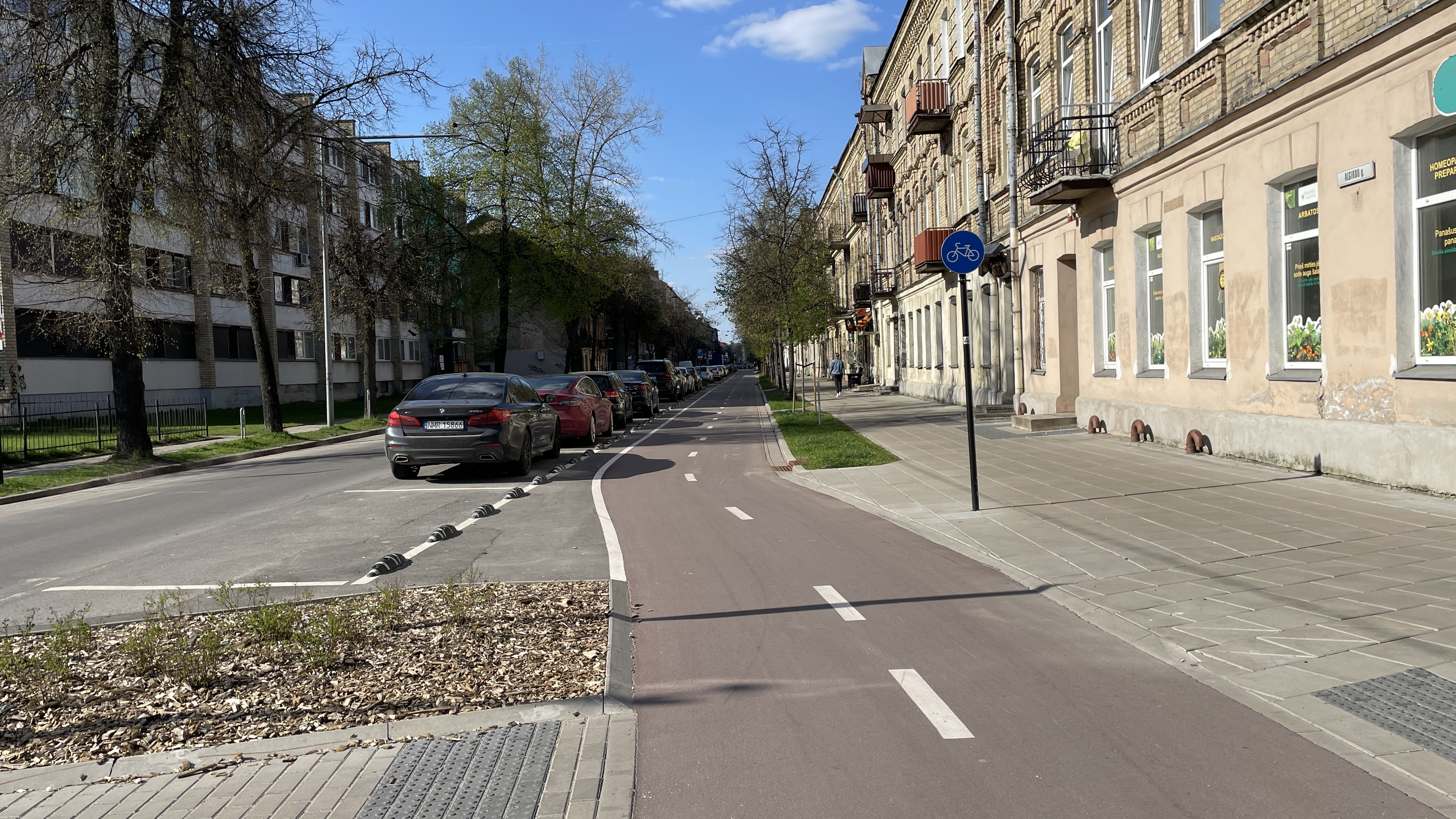
Велосипедная дорожка на улице Альгирдо в Вильнюсе, Литва
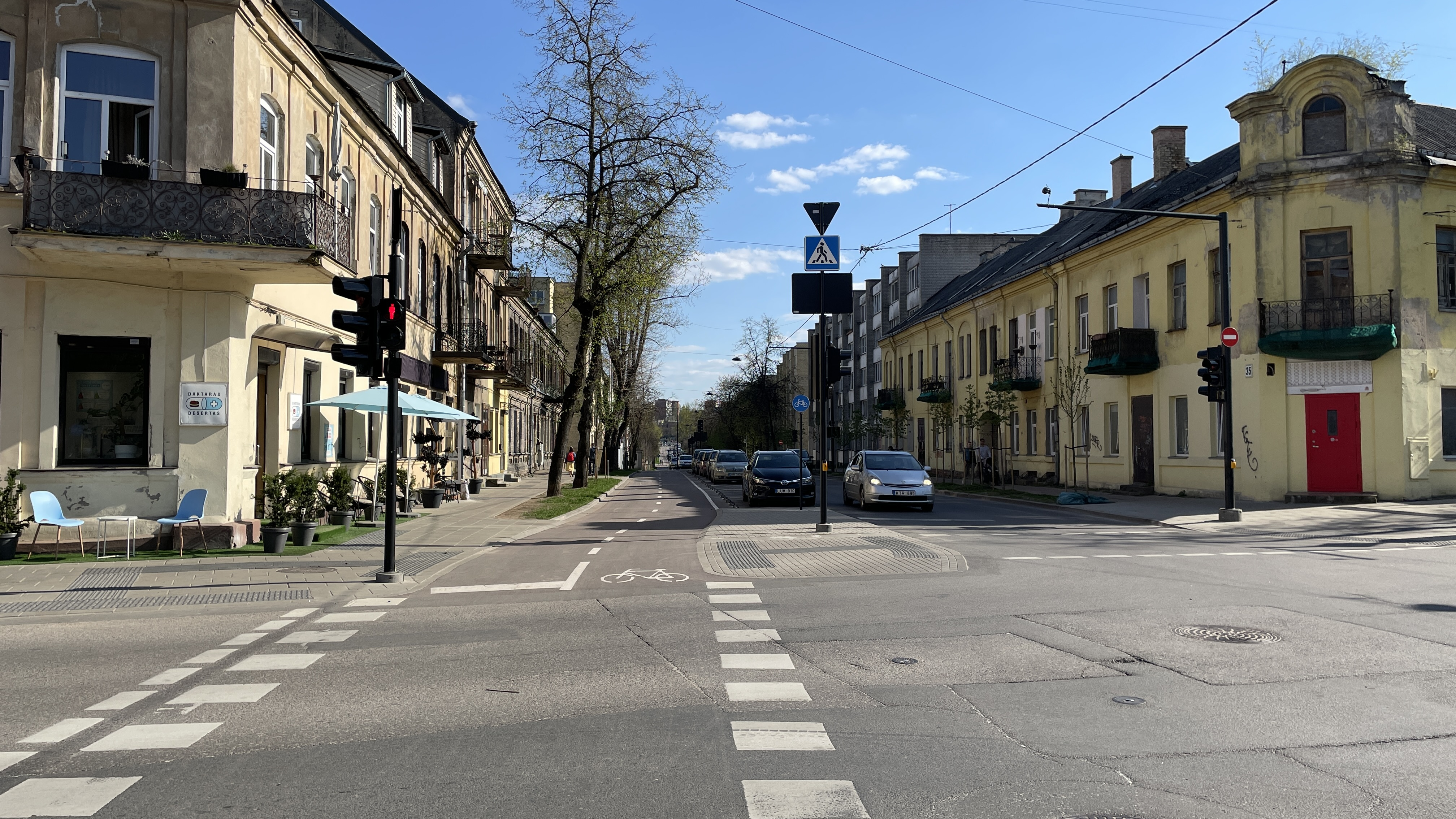
Велосипедная дорожка на улице Альгирдо в Вильнюсе, Литва
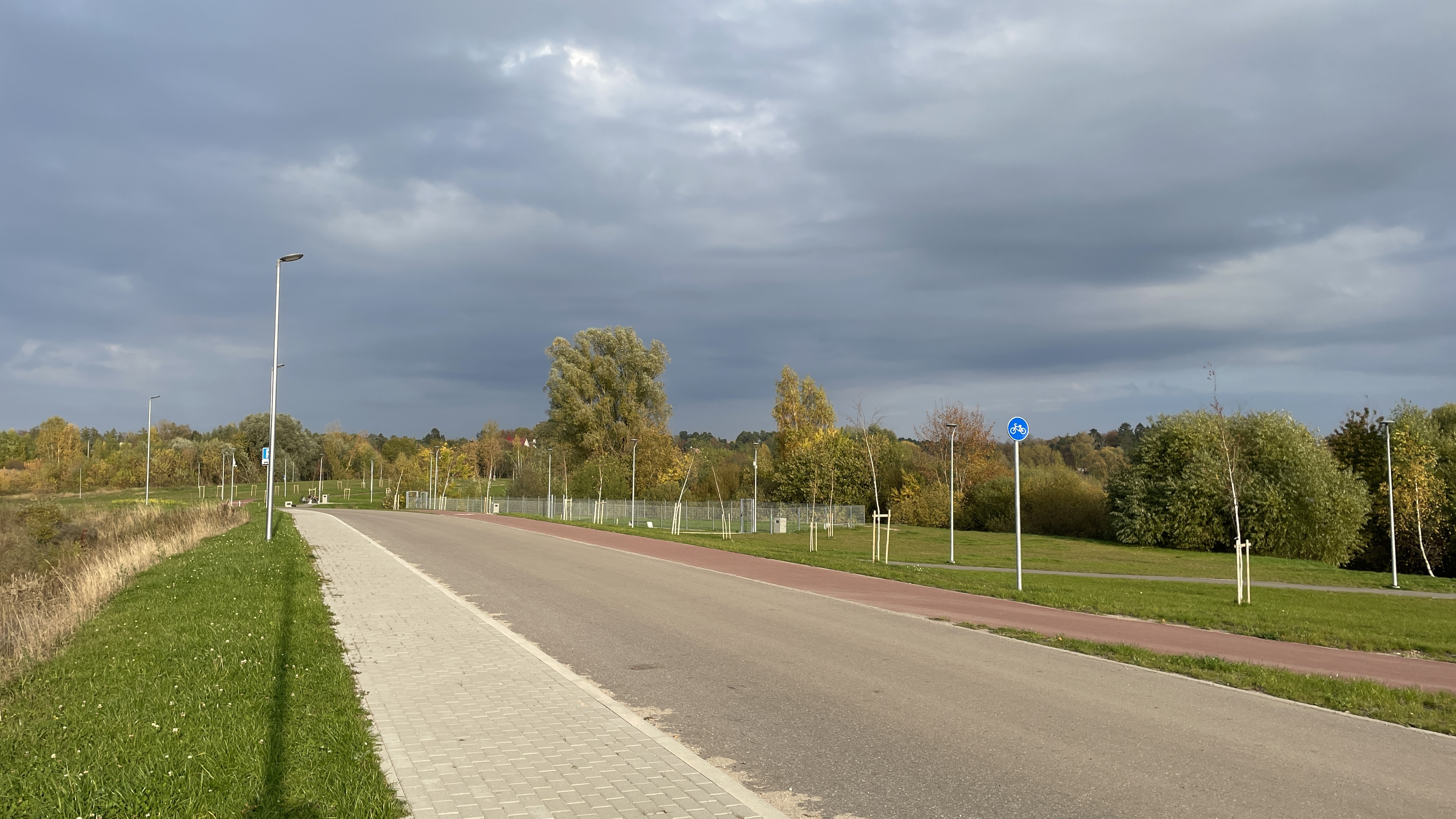
Велосипедная дорожка в Лентварисе, Литва
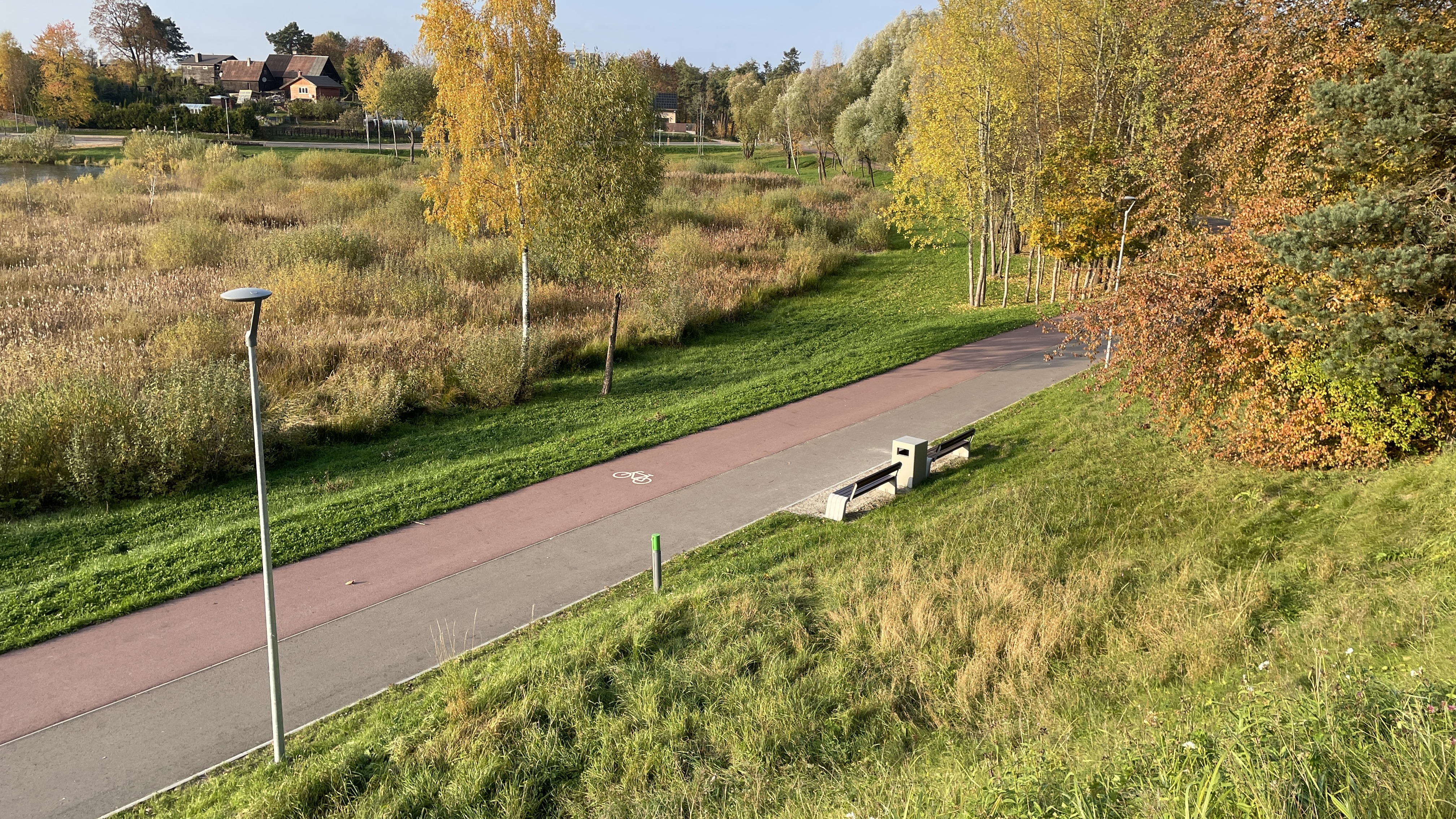
Велосипедная дорожка в Лентварисе, Литва
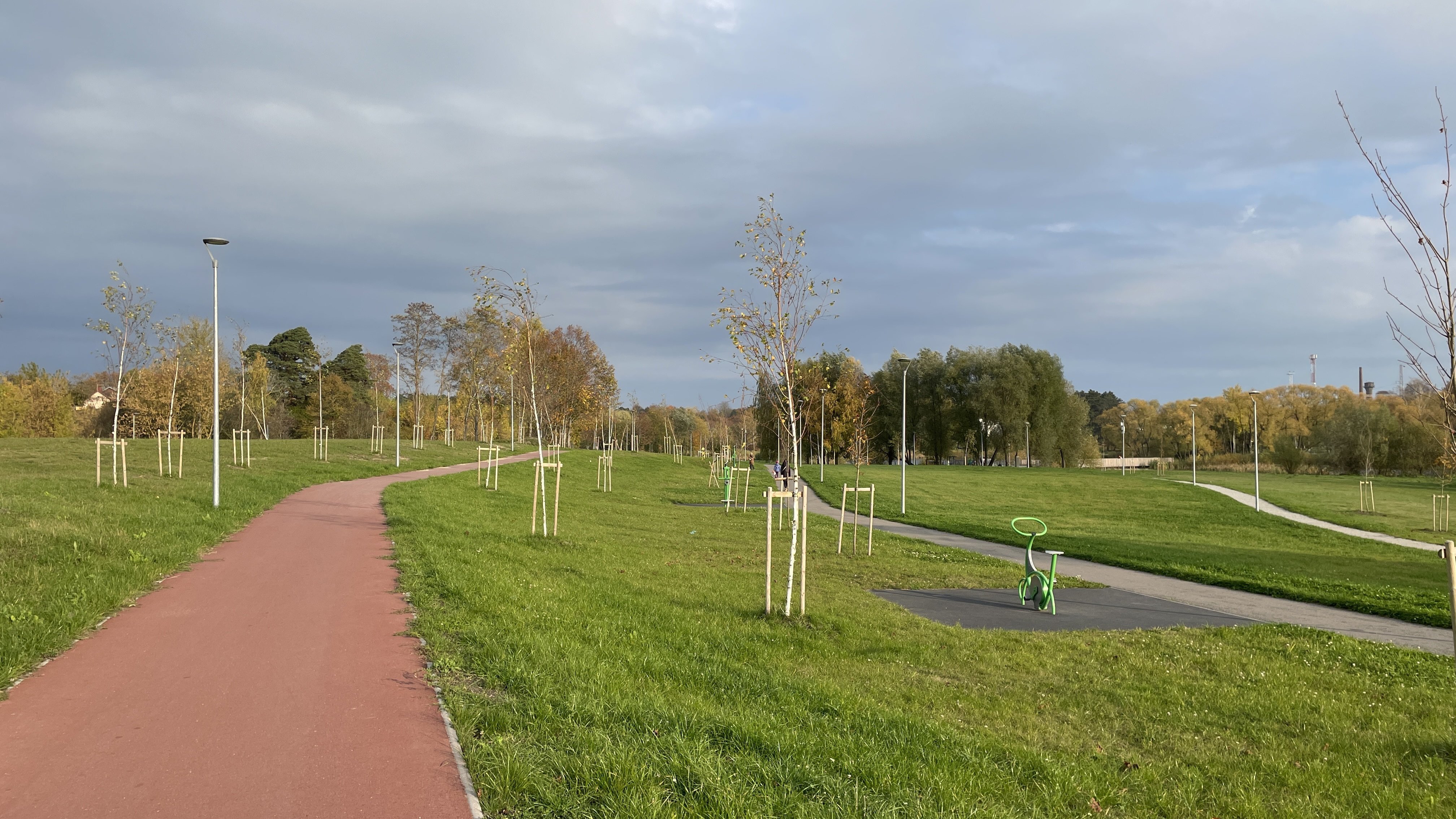
Велосипедная дорожка в Лентварисе, Литва